# 終末的女武神系列角色列表
《終末的女武神》是梅村真也原作、作畫的日本漫畫，開始連載於《月刊Comic Zenon》2018年1月號。作品後延伸改編動畫和漫畫外傳連載《終末的女武神異聞 呂布奉先飛將傳》等作品。本表列出這些作品中出場的角色。

## 登場角色介紹

### 女武神
原北歐神話引領往生者前往英靈殿的女神，本作中登場的共有13人，每位女武神都有與其名字相對應的能力特性。因為布倫希爾德反對眾神作出滅絕人類的決議，透過釋迦指導習得奉獻自身化為神兵器、與搭擋對象生死與共的「神器鍊成」技能支持人類應戰。
布倫希爾德（Brunhilde，聲：澤城美雪）
本作的女主角，女武神姊妹的長姊，半人半神之身。本作形象是留著黑色長髮、碧綠雙瞳的女子，平常習慣穿著長袍衣裝遮掩身上遍佈的傷疤，個性冷靜聰慧且剛直，但有時候會作出犀利的發言，情緒激動時會出現誇張的顏藝表現。有著憤怒時吃鹹甘草糖派發洩脾氣的習慣。十分在乎被囚禁於奈落（塔爾塔羅斯）的齊格弗里德。過去曾流落人間。故事開始時因為反對眾神在「人類存亡會議」作出滅絕人類的決議，提出讓人類方和眾神方各派13名代表展開對決，由優先取得七勝者決定人類存亡的提案，親自篩選歷史上知名的13位人類作為鬥士參與對抗賽。
在雜誌社人氣投票調查中，以174票獲得第七名；第二次官方人氣投票中，獲得第二十名。動畫版附錄迷你動畫第1話揭露名字含意是「勝利引導者」。
荷瑞絲特（Hrist，聲：小林優）
女武神姊妹的二姊，外型是留著遮掩單邊眼睛的瀏海且梳著髮辮的女性，同時擁有溫和穩重與剛烈激動的雙重人格，唯一名字擁有雙重含意的女武神。對於導致蘭蒂格瑞絲和瑞吉蕾芙犧牲的神明懷有恨意。奉獻自身身體完成神器鍊成，在第三回合化身為佐佐木小次郎的雙刀備前長光三尺余寸作戰。此後與佐佐木小次郎一同觀賽。名字含意分別是「震顫者」和「轟鳴者」。
在雜誌社人氣投票調查中，獲得第二十七名。
斯露德（Thrud，聲：三木晶）
女武神姊妹的三姊，外型是壯碩結實的女性。奉獻自身身體完成神器鍊成，對雷電為右衛門懷有愛慕之心，在第五回合化身雷電為右衛門的超筋外骨締廻作戰，因為心傾雷電為右衛門甘願犧牲，最終隨著雷電為右衛門的犧牲一同消逝，成為第三位犧牲的女武神。名字含意是「強者」。
在雜誌社人氣投票調查中，獲得第二十六名。
蘭蒂格瑞絲（Randgriz，聲：川上彩）
女武神姊妹的四姊，外型是神情溫和且配戴髮簪的長髮女子，個性溫文有禮。奉獻自身身體完成神器鍊成，在第一回合化身為呂布持有的方天畫戟作戰，最終禁不住破壞陣亡，隨著呂布的犧牲一同消逝，成為第一位犧牲的女武神。名字含意為「盾牌破壞者」。
潔蘿露爾（Geironul）
女武神姊妹的五姊，外型是配戴髮箍與大型對稱髮飾，神情強勢的長髮女子，個性慓悍且自尊心強，與格蕾、赫蘿克感情甚篤，擁有遠程發動攻擊的能力。稱呼列奧尼達為「列奧」。奉獻自身身體完成神器鍊成，在第九回合化身成列奧尼達一世的鎖鏈盾牌作戰，也能任意變化成其他武器型態，但最終因為化身嚴重受損，隨著列奧尼達一世的犧牲一同消逝，成為第五位犧牲的女武神。名字含意為「持槍前進者」。
詩嘉茉爾德（Skalmöld）
女武神姊妹的六姊，外型是梳著單束髮辮的女子。奉獻自身身體完成神器鍊成，在第十回合化身為沖田總司持有的菊一文字作戰，賽後連同沖田總司獲得伊奘諾尊的治療保住性命。名字含意為「劍之時刻」。
瑞吉蕾芙（Reginleif，聲：川口莉奈）
女武神姊妹的七姊，外型是配戴帽子和眼鏡，身材矮小的短髮女性，在格蕾的回憶中，是指導格蕾學習的人物。奉獻自身身體完成神器鍊成，在第二回合化身為亞當持有的手指虎作戰，最終隨著亞當的犧牲一同消逝，成為第二位犧牲的女武神。名字含意為「被眾神遺棄者」。
格恩達爾（Gondul）
女武神姊妹的九姊。外型是梳著兩條在尾端紮起的長直髮辮，頭戴高帽，體型纖細的女性。奉獻自身身體完成神器鍊成，在第八回合化身為特斯拉的機械鎧甲「超人自動機械β」作戰，最終因為化身嚴重受損，隨著特斯拉的犧牲一同消逝，成為第四位犧牲的女武神。名字含意是「魔力持有者」。
單行本第17冊附錄漫畫在化身機械鎧甲期間釋放電擊攻擊愛迪生與伽利略，但對牛頓和居里夫人寬容，被布倫希爾德形容為「難以相處，會帶著笑臉殺人」、「顏值控」。
亞爾薇特（Alvitr）
女武神姊妹的十姊，外型與赫蘿克相似，是穿著蘿莉風格衣裙裝的矮小女性，差別在梳著捲馬尾般的髮型。原先對始皇帝特立獨行的作風不以為然，但後來對始皇帝有所改觀，進一步建立默契，在第七回合化身始皇帝的神羅鎧袖作戰，賽後與始皇帝接受治療。名字含意是「軍勢守護者」。
赫蘿克（Hlökk，聲：井上穗乃花）
女武神姊妹的十一姊，外型是穿著蘿莉風格衣裙裝，梳著雙髮辮的矮小女性。重視自身形象，初期對自己與開膛手傑克搭擋感到不滿，被迫奉獻自身身體完成神器鍊成，在第四回合化身開膛手傑克的手套作戰，賽後感嘆開膛手傑克無法表漏自身悲傷，偕同開膛手傑克待在自己的房間觀賽。名字含意是「武器搜集者」。
對開膛手傑克觀感複雜，在單行本第15冊附錄漫畫曾因為對傑克準備的紅茶懷抱戒心、被傑克調侃嗅覺靈敏而生氣。但在傑克準備的甜點符合胃口時仍不吝給予好評。
在雜誌社人氣投票調查中，獲得第二十八名。
拉絲格瑞絲（ラズグリーズ ，Ráðgríðr）
女武神姊妹的十二姊，外型是將頭髮束起，穿著長裙裝的女性。喜好喝茶和野餐。在第十一回合作為席摩·海赫的搭擋。名字含意是「計劃破壞者」。
格蕾（Göll，聲：黑澤朋世）
見習女武神，為女武神姊妹的末妹。外型是留著淺紫色短髮，身著便衣的少女。經常跟著布倫希爾德行動，有時候會吐槽人類方代表鬥士的出格行為。隨著部分參賽女武神犧牲，逐漸正視自己身為女武神的使命與理解布倫希爾德執意解救人類的用意。
在雜誌社人氣投票調查中，獲得第十五名。動畫版附錄迷你動畫第2話揭露名字含意是「嘈雜者」。

### 神明
海姆達爾（Heimdall，聲：野津山幸宏）
北歐神明，在本作形象是配戴眼鏡，體型瘦削的男子，負責比賽的實況解說。在雜誌社人氣投票調查中，為第三十名。
赫耳墨斯（Hermes，聲：諏訪部順一）
希臘傳令神，宙斯的兒子。在本作形象是穿著燕尾服，面有紋身的美青年，擁有敏銳的觀察和分析能力。過去曾在阿達瑪斯準備舉兵謀反宙斯時加入其陣營。擅奏小提琴，會為犧牲的鬥士（不限於人類與神明）譜寫鎮魂曲弔念他們。疑似和布倫希爾德有勾結。在第七回合開始前，親自招待誤闖神明VIP觀眾席的始皇帝，同時對其產生濃厚興趣。
在雜誌社人氣投票調查中，獲得第二十一名；第二次官方人氣投票中，獲得第二十四名。
阿瑞斯（Ares，聲：田所陽向）
希臘戰神，宙斯的兒子。在本作形象是壯碩且半裸的壯漢，在眾神中擁有屈指可數的怪力。先前曾在眾神作出讓人類生存、仍要摧毀指定區域警示人類的決議後，奉命帶領先鋒隊進攻管轄的克拉特斯地區，與守衛當地的海克力斯交手，因為宙斯出面調停向海克力斯交涉而收手返回神界。雖為戰神，但在劇中的表現滑稽（戰力單位）。十分重視海克力斯，但對於阿波羅的個性作風不敢恭維，海克力斯逝世後，為其犧牲感到悲痛。阿波羅稱呼他為「神友」（摯友）。
在雜誌社人氣投票調查中，獲得第二十四名。
阿達瑪斯（精金）（Adamas）
希臘征服神，原為奧林匹斯十三主神之一，本作為宙斯、波塞頓的二哥。因為不滿宙斯成為眾神領導者，試圖起軍謀反，被波賽頓殺害，因此奧林匹斯十三主神變成了奧林匹斯十二主神。死後因為黑帝斯暗中委託赫耳墨斯接洽別西卜，被別西卜改造成半機器人復活。重視黑帝斯，黑帝斯戰敗後，試圖對布倫希爾德和格蕾痛下殺手，被別西卜出面制止。雖然與別西卜水火不容，但在別西卜對抗特斯拉期間，仍偕同眾神聲援別西卜。第十回合奧丁、別西卜、釋迦在場外鬥爭期間，出現制止別西卜繼續纏鬥，稱其違背黑帝斯展現出的神的威嚴，讓別西卜正式收手。
在雜誌社人氣投票調查中，獲得第二十九名。
阿佛洛狄忒（Aphrodite，聲：田中理惠）
希臘司掌愛與美的女神，在本作形象是擁有巨乳的女性，仰賴侍從輔助行動。在人類滅絕法案投下贊同票，出席參觀神明與人類的對決，與多數神明對於釋迦選擇幫助人類感到憤怒。
在雜誌社人氣投票調查中，獲得第十六名。
福金（Hugin，聲：中野泰佑）、霧尼（Munin，聲：山口智廣）
奧丁養的兩隻烏鴉。有時候會代表奧丁發言。
凡賽堤（Forseti，聲：伊藤悟）
北歐和平之神，在索爾出賽期間觀賽。
提爾（Tyr）
北歐戰神，過去在霜巨人進攻神界期間，負責領兵對抗霜巨人。
蛇神
聖經中誘惑夏娃和亞當食用知善恶树禁果的角色，在本作設定則是因為覬覦夏娃試圖非禮後者未遂，用食用禁果的罪名將夏娃誣告至眾神法庭，後被闖入眾神法庭的亞當擊敗。
克洛諾斯（Cronus）
希臘神話的前任主神，宙斯、黑帝斯、波賽頓、阿達瑪斯的父親，本作中為宇宙守門人，被年輕時的宙斯擊敗。
雪山神女（Parvati，聲：杉村千香子）
濕婆的正妻，個性溫和賢淑，在濕婆出賽期間為丈夫聲援。後來在濕婆接受療養期間不顧護理人員以謝絕探訪為由勸阻，慰問休養中的濕婆。
時母（Kali，聲：永牟田萌）
濕婆的第二妻子，個性內斂，在濕婆出賽期間為丈夫聲援。後來在濕婆接受療養期間不顧護理人員以謝絕探訪為由勸阻，慰問休養中的濕婆。
難近母（Durga，聲：松岡美里）
濕婆的第三妻子，個性張放狂野，在濕婆出賽期間為丈夫聲援。後來在濕婆接受療養期間不顧護理人員以謝絕探訪為由勸阻，慰問休養中的濕婆。
迦尼薩（Ganesha，聲：小松奈生子）
濕婆和雪山神女的兒子，在濕婆出賽期間為父親聲援。
樓陀羅（Rudra，聲：阪口周平）
印度的風暴之神，濕婆的摯友，在本作形象是留著掃把頭的男子。過去曾和濕婆聯手挑戰其餘1115柱印度神明，與濕婆展開對決後，自行認輸退隱神界。在濕婆出賽勝利後主動關切濕婆。
在雜誌社人氣投票調查中，獲得第二十三名。
阿耆尼（Agni）
印度的火神，在濕婆出賽期間為濕婆聲援。在濕婆出賽勝利後主動關切濕婆。
伐樓拿（Varuna，聲：濱野大輝）
印度的水神，在濕婆出賽期間為濕婆聲援。在濕婆出賽勝利後主動關切濕婆。
因陀羅（Indra）
印度的雷神，在本作形像是留著遮眼短髮，煙不離口的男子，在濕婆出賽期間為濕婆聲援。在濕婆出賽勝利後主動關切濕婆。外傳《終末的女武神禁傳 眾神的默示錄》也有登場。
梵天（Brahma，聲：村井雄治）
印度的創造之神，三相神之一，在本作形象是黝黑膚色的光頭壯漢，在濕婆出賽期間為濕婆聲援。在濕婆出賽勝利後主動關切濕婆。
毗濕奴（Vishnu，聲：內田修一）
印度的維持之神，三相神之一，在本作形象是配戴遮掩口鼻面具的男子，在濕婆出賽期間為濕婆聲援。在濕婆出賽勝利後主動關切濕婆。
惠比壽（Ebisu，聲：大畑伸太郎）
七福神之一，穿著西裝的大叔，頭上帽子的鯛魚會跟本人的表情聯動，是名綠茶派，持有武器為鯛魚造型的雙管手槍。第六回合偕同其他七福神合體為「零福」作戰，賽後連同其他七福神消逝。
大黑天（Daikokuten，聲：新谷真弓）
七福神之一，穿著達摩布偶裝的正太，持有武器為木鎚。第六回合偕同其他七福神合體為「零福」作戰，賽後連同其他七福神消逝。
壽老人（Jurojin，聲：最上嗣生）
七福神之一，頭部為駭骨模樣的老人，手持白鶴拐杖。第六回合偕同其他七福神合體為「零福」作戰，賽後連同其他七福神消逝。
福祿壽（Fukurokuju，聲：蒼谷和樹）
七福神之一，頭戴鹿骨、留有白色長髮和胡子的壯漢。第六回合偕同其他七福神合體為「零福」作戰，賽後連同其他七福神消逝。
辯才天（Benzaiten，聲：菊永明里）
七福神之一，手持琵琶且粗眉的紫髮男性。第六回合偕同其他七福神合體為「零福」作戰，賽後連同其他七福神消逝。
布袋尊（Hoteison，聲：濱野大輝）
七福神之一，與想像中的布袋尊大相逕庭，在本作形象是手持布袋的壯漢。第六回合偕同其他七福神合體為「零福」作戰，賽後連同其他七福神消逝。
拉克什米、菩提達摩
前者為婆羅門教-印度教的幸福兼財富女神、後者是中華禪宗創始者，兩者在本作設定為福神的分身之一。
蚩尤（Chiyou）
中國的魔神，和始皇帝戰鬥了六天被打敗。
普羅透斯（Proteus）
希臘神話的海神之一，在本作中為波賽頓的侍從。第七回合黑帝斯出賽前，將波賽頓遺留的三叉戟尖端交給黑帝斯，請求祂為波賽頓復仇。
蓋亞（Gaia）
希臘神話的創世地母神，因為不認同宙斯作為眾神之王的資格、產下的泰坦們被困在地獄受苦，率領泰坦們進攻奧林匹斯山。
堤豐（Typhon）
希臘神話的妖魔巨人。在本作中被阿達瑪斯解放，進攻奧林匹斯山，被黑帝斯擊敗。
克爾柏洛斯（Cerberus）
希臘神話看守冥界的地獄三頭犬。
薩邁爾、路西法、阿撒茲勒
傳說中分別司掌七宗罪中的「憤怒」（薩邁爾）、「傲慢」（路西法）、「嫉妒」（阿撒茲勒）的墮天使，在本作設定中是還待在天界生活的天使三人組，同時是首批願意和別西卜當朋友的天界人士。後由於別西卜被撒旦的詛咒激發摧毀重視人物的衝動，被當時由撒旦控制意識的別西卜殺害。
莉莉絲（Lilith）
古阿卡德神話中的女性尼斯巴神，但在猶太文獻中是因為拒絕以男上女下的體位和人類始祖亞當交歡、被逐出伊甸園的亞當的前妻。在本作設定中是路西法的青梅竹馬，為了向殺害路西法的撒旦復仇，邂逅和跟隨別西卜四處奔走調查撒旦的情報，雙方日久生情。後由於別西卜被撒旦的詛咒激發摧毀重視人物的衝動，被當時由撒旦控制意識的別西卜殺害，臨終前向別西卜表示自己和祂度過幸福的時光，要求祂繼續活下去。
安托士（Andras）、佛勞洛斯（Flauros）
隸屬所羅門七十二柱的惡魔，負責看守被囚禁於奈洛（塔爾塔羅斯）的齊格弗里德。
金屋子神（Kanayagokami）
日本鍛造之神。與人類刀匠合力將神器天叢雲重新鍛造為鬼斬天叢雲。
赫菲斯托斯（Hephaestus）
希臘火焰與鍛造之神。與人類刀匠合力將神器天叢雲重新鍛造為鬼斬天叢雲。
伊奘諾尊（Izanagi）
日本神話的創造神。素戔嗚尊的父親，在第十回合素戔嗚尊出賽期間聲援對方。素戔嗚尊逝世的一瞬間，仍然堅定的站起來，為素戔嗚尊敬重的對手沖田總司連同斯嘉露莫爾德一併施與治療，當眾表達感謝和敬意。
統治原初世界的88柱原初神之一，為了守護神明們而與77柱原初神對抗虐殺神明們的原初四至柱並爆發戰爭「原初神們的黃昏」。在領悟到原初四至柱不可能被打倒後，眾原初神透過需獻上其肉體與性命的大禁術「封神緘」將原初四至柱等11柱原初神封印。
天照大神（Amaterashi）
日本神話的日神，受伊奘諾尊之命治理高天原。素戔嗚尊的姊姊，雖然對弟弟素戔嗚尊向人類學習劍術不以為然，但在第十回合素戔嗚尊出賽期間聲援對方。素戔嗚尊逝世的一瞬間，為其犧牲感到悲痛。
月讀命（Tsukuyomi）
日本神話的月神，受伊奘諾尊之命治理青海原的潮之八百重。素戔嗚尊的兄長，個性毒舌，但在第十回合素戔嗚尊出賽期間聲援對方。素戔嗚尊逝世的一瞬間，為其犧牲感到悲痛。
尤彌爾（Ymir）
原初的巨人，統治著原初世界的88柱原初神中有著擁有壓倒性力量的至高且至強的存在「原初四至柱」之一。認為除了原初神之外的神明皆為不完全的瑕疵品，因此開始虐殺神明，並與原初神反對派爆發戰爭。被殘存的原初神使用大禁術「封神緘」封印之前將自身的神性注入至「災厄的四寶」項鍊布里希嘉曼。
撒旦（Satan）
魔皇，統治著原初世界的88柱原初神中有著擁有壓倒性力量的至高且至強的存在「原初四至柱」之一。認為除了原初神之外的神明皆為不完全的瑕疵品，因此開始虐殺神明，並與原初神反對派爆發戰爭。被殘存的原初神使用大禁術「封神緘」封印之前將自身的神性注入至「災厄的四寶」埃吉爾的頭盔。
卡俄斯（Chaos）
混沌之主，統治著原初世界的88柱原初神中有著擁有壓倒性力量的至高且至強的存在「原初四至柱」之一。認為除了原初神之外的神明皆為不完全的瑕疵品，因此開始虐殺神明，並與原初神反對派爆發戰爭。被殘存的原初神使用大禁術「封神緘」封印之前將自身的神性注入至「災厄的四寶」鍊金的手鐲德羅普尼爾。

#### 神明的鬥士
索爾（Thor，聲：綠川光）
北歐神話的雷神，奧丁的兒子，被譽為「雷之狂戰士」，在本作形象是蓄著紅色長髮的男子，持有武器為雷神之錘。平常會配戴名為雅恩格利佩爾的手套抑制自身的力量。過去曾在霜巨人進攻神界的時候，獨自解決霜巨人的軍團。平常沉默寡言，但以大局為重，重視鬥士的尊嚴。作為諸神黃昏第一回合戰神明一方的鬥士，在第一回合對抗呂布，最終使用覺醒的雷神之槌擊殺呂布並獲得勝利，離場前為了向呂布致意而獨自擊敗陳宮為首的軍隊。賽後獨自留在休息室觀賽，是少數未對釋迦代表人類方出戰感到憤怒的神明。第十回合開始前，參與神明方決定上場人選的會議。在別西卜和釋迦追問奧丁有關復活原初之神計劃、在場外爆發肢體衝突後，因為無法容忍三者場外械鬥的行為，認為這如同玷污人與神陣亡鬥士的榮光，出面制止三者的衝突兼要求必須優先完成諸神黃昏的戰局對決。
在雜誌社人氣投票調查中，獲得第十一名；第二次官方人氣投票中，以354票獲得第四名。
宙斯（Zeus，聲：高木涉）
希臘神話的諸神之首，「全宇宙之父」，兼任「英靈殿」委員會領導者、「人類存亡會議」主持者，同時是黑帝斯、阿達瑪斯、波賽頓的末弟。阿波羅稱呼他為「宙斯先生」（爺爺）。在本作形象是平時體態瘦弱、但在戰鬥時體格會產生變化的長者，年輕時期則是體態結實的模樣。作為諸神黃昏第二回合戰神明一方的鬥士，在第二回合對抗亞當。最後以阿陀摩須之姿戰勝亞當，並欽佩於後者的毅力。曾經制止人類與神明在場外的衝突事件，對釋迦代表人類方出戰雖感到震驚，仍同意賽事進行，讓七福神代表神明出賽。黑帝斯敗北後，為其犧牲感到唏噓不已。第十回合開始前，參與神明方決定上場人選的會議。
外傳《終末的女武神禁傳 眾神的默示錄》也有登場，補述宙斯在決議通過舉辦「神VS人的最終鬥爭」後，藉由「天啟」遴選出代表神界出席「神VS人的最終鬥爭」的第13位鬥士，但最終被遴選參加「天啟」淘汰賽的神明無一入選，才由宙斯遞補名額成為神界代表鬥士之一。
在雜誌社人氣投票調查中，獲得第二十名。
波賽頓（Poseidon，聲：櫻井孝宏）
希臘神話的海神，被譽為「大海的暴君」，在本作形象是金髮青年，持有武器為三叉戟，擁有操控水的力量。為人驕傲冷漠，認為神明應該「不群聚，不圖謀，不依靠」。阿波羅稱呼他為「波賽先生」。過去曾經親手殺害兄長阿達瑪斯，讓希臘十三主神變成十二主神。另一方面卻認可獨自前往消滅在冥界作亂的泰坦軍隊的黑帝斯，並稱其為「兄長」。作為諸神黃昏第三回合戰神明一方的鬥士，在第三回合對抗佐佐木小次郎，後由於大意輕敵露出破綻，被小次郎砍殺。死後黑帝斯取用波賽頓遺留的三叉戟結合自身的武器，登台迎戰始皇帝。布倫希爾德追悼陣亡鬥士時賦予他的評語為「驕傲」。
在雜誌社人氣投票調查中，以257票獲得第五名；第二次官方人氣投票中，以276票獲得第八名。
海克力斯（Hercules，聲：小西克幸）
希臘神話中半人半神的大力士，被譽為「不屈的鬥神」，在本作形象是身材結實的橙髮青年，持有武器為棍棒。受神明景仰且和布倫希爾德等女武神關係良好，同時是神明方少數表態反對「人類滅絕法案」，願意幫助人類的鬥士。阿波羅暱稱他「正義君」。原為生活於底比斯的人類阿爾喀德斯（Alcides，聲：小松昌平），本作中因為在戰神阿瑞斯進攻克拉特斯地區時，飲下宙斯的血液獲得神力，獲得宙斯特許升格為神明。透過生前經歷的十二項試煉，獲得將十二項試煉賜與的力量增強戰鬥能力的「十二災禍與罪過」，但作為使用能力的代價，會出現加劇疼痛的刺青，當刺青蔓延全身時將導致本體死亡。作為諸神黃昏第四回合戰神明一方的鬥士，在第四回合對抗開膛手傑克，期間甚至有希臘的人類觀眾為其打氣，最後敗於傑克的計謀，表達自己深愛人類的心聲，將解救人類的願望託付布倫希爾德後便消逝死去，令眾神和人類為之悲慟，事後布倫希爾德亦為祂的犧牲流下淚水，在追悼陣亡鬥士時賦予他的評語為「正義」。
在雜誌社人氣投票調查中，以104票獲得第十名；第二次官方人氣投票中，獲得第十四名。
濕婆（Shiva，聲：鈴木達央）
印度神話中的主神，被譽為「宇宙的破壞神」，在本作形象是擁有四隻手臂和紫色肌膚的黑髮男子，熱愛跳舞，是樓陀羅的摯友，過去曾和樓陀羅聯手挑戰其餘1115柱印度神明，最後打敗樓陀羅，成為主神。作為諸神黃昏第五回合戰神明一方的鬥士，在第五回合對抗雷電為右衛門，交戰期間和後者產生強者相惜的情感，被擊斷三條手臂後，以燃燒生命的代價使出「大切炎舞」擊敗雷電獲得勝利，事後讚許雷電為右衛門的實力，為後者獻上敬意。接受治療期間透過屏幕轉播觀賽，是少數未對釋迦代表人類方出戰感到憤怒的神明。第十回合開始前成功治癒三條手臂，參與神明方決定上場人選的會議。
在雜誌社人氣投票調查中，以125票獲得第九名；第二次官方人氣投票中，獲得第二十三名。
釋迦（Shaka，聲：中村悠一）
佛教的開祖，在本作形象是束著盤髮，自我意識強烈且不受規則拘束，喜歡吃零食的男子，被布倫希爾德評為「史上最強的青春期」。持有神器為可依照釋迦情感變化型態的六道棍，擁有透過觀察靈魂動向看穿他人行動的能力「阿賴耶識」。還是人類印度王子時期本名「悉達多」，本作裡年輕時期與古代北印度末羅王國時任國王闍多迦交好，但由於闍多迦對身外事物的感慨，加上後者逝世，悟道之餘拋棄王室身分離家出走，四處旅行修道兼破除迷信。升天後雖然神格化，被歸類為神明一方，實則討厭神明們，因為知悉布倫希爾德提前準備與神明對抗，向布倫希爾德傳授「神器鍊成」的方式，被洛基知曉秘密後，在場外偕同小次郎、近藤勇、沖田總司對抗洛基與七福神，即時被宙斯和奧丁制止。
原作為諸神黃昏第六回合戰神明一方的鬥士，但因想要拯救人類，而站在人類一方，在第六回合對抗七福神的集合體——零福，交戰間不但和零福產生友誼，還為了擊敗從零福體內復生的波旬與零福聯手，將零福鍊成神器並成功殲滅波旬，為人類取得勝利。事後對於零福的消逝感慨不已，被帶往醫療室進行急救，雖救回一命但左眼失明。第八回合開始前，委託坂田金時調查齊格弗里德的情報，對布倫希爾德與齊格弗里德的關係相當在意。第十回合期間揭露奧丁暗地主使的計劃，與後者交手，從介入戰鬥的別西卜口中獲知奧丁復活原初之神的夙願，經由索爾出面制止三者對決，同意優先讓人與神雙方完成諸神黃昏的所有對決賽程而收手，對曾經將「波旬之種」種入零福體內的別西卜表明自己已經與零福約定踏上光明之路，所以對其已無恨意。
在雜誌社人氣投票調查中，以1173票獲得第一名；第二次官方人氣投票中，以508票獲得第二名。
毘沙門天（Bishamonten，聲：田島章寬）
七福神之一。原作為諸神黃昏神明一方的鬥士，在釋迦倒戈後，與其餘七福神合體成為零福，並與釋迦戰鬥。賽後連同其他七福神消逝。
零福（Zerofuku，聲：村瀨步）
七福神原始的姿態，在本作中原為替人類散佈幸福和吸收不幸的福神，但由於見識許多人類獲得幸福仍不珍惜的態度、釋迦主張幸福應由自己爭取與福禍相依的信念、大量信徒追隨釋迦的景象，變成以他人不幸為樂的神明，直至偶遇一對人類母子而及時收手，分裂成七福神。作為諸神黃昏第六回合戰神明一方的鬥士，在第六回合對抗釋迦，被釋迦當作青春期的孩子，為冥界狂戰士波旬的成長容器，戰敗後波旬復活，被釋迦鍊成神器「大圓寂刃·零」一同對抗波旬。事後向釋迦道別並隨同七福神消逝殆盡。布倫希爾德追悼陣亡鬥士時賦予他的評語為「純真」。
在雜誌社人氣投票調查中，獲得第十七名。
波旬（Passhun，聲：稻田徹）
「第六天魔王」，傳說中曾毀掉大半個冥界的狂戰士。原承受不了自身的力量而崩壞，之後別西卜把其殘渣回收，把殘渣培養成「波旬之種」後，把「波旬之種」種入零福體內而復活。最後被釋迦與被鍊成神器的零福擊倒後消逝。
黑帝斯（Hades，聲：置鮎龍太郎）
希臘神話的「冥界之王」，宙斯、波賽頓、阿達瑪斯的大哥。在本作形象是額頭和左臂有樹枝狀紋身的英俊男子。洞察力優秀且重視手足，是第一個識破把零福強制變成波旬的幕後黑手就是別西卜的神明，連其他多數神明也對祂敬畏有加。使用武器為雙叉戟，擁有操縱自身血液強化武器的能力，缺點是本身耗盡生命力則會死亡。過去曾經在蓋亞帶領泰坦們進攻奧林匹斯山期間，為了守護眾神獨自前往冥界，憑自身的力量解決所有冥界的泰坦軍隊，事後獲得波賽頓的認可，並稱之為「兄長」。偶遇為了尋短前往冥界的別西卜並與之交手，但因為重視對方，轉而將「阿普米優斯之杖」贈與他，同時提點莉莉絲特意留下印記與託付祈願給別西卜的緣由。阿波羅稱呼他為「黑帝哥哥」。
為了替波賽頓報仇，而作為替補釋迦背叛後留下的空缺而參戰。作為諸神黃昏第七回合戰神明一方的鬥士，在第七回合對抗始皇帝，因為與始皇帝同為帝王的身份而互生敬意，雖然在戰鬥中一度佔據優勢，更斬落對方的左臂，但被始皇帝察覺能力弱點施展「承力天鳳」搭配亞爾薇特變化的長劍反擊破解攻勢，最終被始皇帝以「始皇承力燕斬」擊敗，消逝前高度讚許始皇帝，為自己沒能實現對弟弟們的承諾感到遺憾。事後始皇帝將其視為友人並獻上至高敬意。布倫希爾德追悼陣亡鬥士時賦予他的評語為「尊嚴」。
在番外漫畫顯示個性有幽默和包容性的一面，擅長西洋棋。
在雜誌社人氣投票調查中，獲得第十八名；第二次官方人氣投票中，以336票獲得第六名。
別西卜（Beelzebub，聲：浪川大輔）
外號「蠅王」，原為非利士人的神祇，但在猶太教和基督教的傳說中變為惡魔。本作形象是外型酷似米津玄師的美青年，為天界的天才科學家，受黑帝斯委託救活兼改造阿達瑪斯，亦是害零福強制變成波旬的幕後黑手，其目的是為了創造能殺死自己的作品。個性看似淡漠，有時候會顯現腹黑的一面，但同時對於重視的對象則會盡其所能報答對方。自出生便遭撒旦附身詛咒，被諸神所排斥忌諱，凡是被他極度重視的對象，撒旦將會在珍惜的情感達到最高點時操控他殺害相關人士，造成視為摯友的路西法、薩邁爾、阿撒茲勒和戀人莉莉絲接連遇害身亡，立志向撒旦復仇。將黑帝斯視為恩人，受黑帝斯委託協助救活兼改造阿達瑪斯，結果被阿達瑪斯吐槽興趣噁心而將後者改造成截然不同的模樣。其特殊能力名為「惡魔之羽的震顫」，左手和右手分別俱備防禦和攻擊的能力，持有武器為黑帝斯贈與的能將雙手能力化為振幅的手杖「阿普米烏斯之杖」。
黑帝斯戰敗後，因為希望享受人神對決的樂趣，出面制止阿達瑪斯對布倫希爾德和格蕾痛下殺手，但也警告布倫希爾德包含自己內的眾多神明有意殲滅人類的事實。作為諸神黃昏第八回合戰神明一方的鬥士，在第八回合對抗特斯拉，最終在身負重傷的狀態將其擊殺，感慨自己再度被黑帝斯關照，還有人與神的心態實無差別，同時在為神明一方取得勝績後，獲得全場神明的信賴與敬重。接受治療後，於第十回合介入奧丁和釋迦之間的場外戰鬥，道出奧丁圖謀復活「原初之神」的計劃與自己曾在冥界圖書館發現記載復活「原初之神」的文獻訊息，面對索爾要求優先完成諸神黃昏和未能及時讓奧丁透露訊息感到不滿，但經由阿達瑪斯的制止同意暫時收手，對釋迦未記恨自己將波旬之種植入零福體內一事，直言倘若釋迦改變主意時隨時歡迎他解決自己。
在雜誌社人氣投票調查中，獲得第十九名；第二次官方人氣投票中，獲得第十三名。
阿波羅（Apollo，聲：鈴村健一）
希臘神話的光明之神，本作設定為太陽神，別名「福玻斯」，被譽為「璀璨的福玻斯」，在本作形象是高傲自戀、重視美感的俊美男子，擅長使用弓箭、拳擊和演奏七弦琴，持有神器為能夠操控變化光線型態的「阿提米絲之線」，特殊能力「白夜的擁抱」能在呼應他人對自己的期待時，將敵我雙方的應援和批判轉換為戰鬥的能量。雖然深受隨侍的女性歡迎，但是其個性和作風反讓阿瑞斯避之唯恐不及。過去在神明界被歸類為資質平庸的神，憑藉自身努力鍛鍊多樣技能，折服並開導巨蟒培冬。視波賽頓、海克力斯、黑帝斯的犧牲為「燃燒靈魂的美」，對於自己未能見證三者的犧牲抱持遺憾。作為諸神黃昏第九回合戰神明一方的鬥士，在第九回合對抗列奧尼達一世，起先因為對自己曾向斯巴達發佈「卡尼亞節不得參與戰爭」的神諭、險造成斯巴達被滅國一事毫不在乎，引起在場觀賽的斯巴達族人的眾怒，但在作戰過程中逐漸認可列奧尼達一世的毅力和理念，將「阿提米絲的月影」化作巨弓並以自身為箭，揮拳擊中列奧尼達一世獲勝，並向對方致意，決定留下對方在自己臉上造成的傷口作為紀念。
第二次官方人氣投票中，以342票獲得第五名。
素戔嗚尊（Susanoo）
日本神話中為開天闢地之神伊奘諾尊與伊奘冉尊之子、斬殺八岐大蛇的英雄，日本的劍術之神，在《古事記》則稱為須佐之男命。在本作形象是留著濃眉和身穿鎧甲的持劍男子。個性豪邁，但面對自己感興趣的事物時，容易聽不進他人的話語。自稱為天界最強的「神斬」。武器為將天叢雲劍交由鑄造之神和人類刀匠重鑄而成的武士刀「鬼斬天叢雲」。在第十回合因為透過赫爾墨斯聽聞沖田總司準備代表人類方登台出賽，為了見識從自己創始的劍術傳承，對身為人類史上最強的「人斬」的沖田總司抱持著濃厚興趣，堅持讓自己代替阿努比斯出戰，請求將舞台改建成幕府末期時期的模樣。鬼斬天叢雲折斷後，以自身即將崩壞為代價發動劍之極致「無裝劍」，但仍然被總司連續貫穿腹部三刀加速其崩解而敗亡，沖田總司在素戔嗚尊消逝前向他表達敬意，伊奘諾尊亦受為此主動施救沖田總司。
第二次官方人氣投票中，獲得第十六名。
洛基（Loki，聲：松岡禎丞）
北歐神話的狡詐之神，在本作形象是綠髮青年，稱呼奧丁「叔父」。擁有變身成他人樣貌、施展幻術和從掌心變化出鎖鏈刀的能力。雖然喜歡惡作劇，但也有在神明方代表鬥士犧牲（例如海克力斯；亦是當眾神和人類悲慟時唯一惱火的存在）或背叛（釋迦）時顯露憤怒的一面。過去因為在女武神姊妹嬉戲時偶然路過，被布倫希爾德不慎用西瓜砸中臉部，自行吞食西瓜的反應逗笑對方後，開始留意甚至對布倫希爾德抱持著幾近執著的暗戀情感，但在獲悉布倫希爾德與齊格弗里德的感情關係後心生忌妒，變形成齊格弗里德的模樣斬殺巨龍法夫納，成為齊格弗里德被栽贓罪名的導火線。
因為知曉釋迦傳授女武神姊妹們「神器鍊成」的秘密，在場外花園挑釁釋迦，連帶讓見狀的七福神、小次郎、近藤勇、沖田總司加入戰局，即時被奧丁和宙斯制止。第十回合開始前，參與神明方決定上場人選的會議，會晤布倫希爾德試圖警告奧丁的陰謀但未能如願，後來布倫希爾德請求洛基在第十一回合登台出戰並告知有應對他的人類選手，體認布倫希爾德不惜要他犧牲也要解救齊格弗里德和其餘人類的決意，由悲痛轉為殺意頂替阿努比斯作為神明方代表鬥士出席十一回合迎戰席摩·海赫，特意要求將對戰舞台改在雪地森林。
在雜誌社人氣投票調查中，獲得第十三名；第二次官方人氣投票中，獲得第十一名。
奧丁（Odin，聲：速水獎）
北歐神話的最高神，索爾的父親，在本作形象是左眼配戴眼罩，蓄著灰長髮的中年男子，時常透過飼養的烏鴉福金和霧尼代為發表意見。武器為神槍「岡格尼爾」。為人威嚴，實則陳府極深，是當初勒令將齊格弗里德囚禁在地獄塔爾塔羅斯的幕後黑手，暗地策畫著讓「原初之神」復活的計劃。釋迦、小次郎、近藤勇、沖田總司、洛基、七福神於場外花園對峙期間，偕同宙斯出面制止雙方的衝突。對於別西卜將波旬身體為基礎的種子培養在零福體內感到相當的不悅。第十回合開始前，參與神明方決定上場人選的會議，獲知釋迦刺探他的情報與之交手，被中途介入的別西卜揭露圖謀復活「原初之神」的計劃，正欲繼續攻擊兩者時被索爾中斷戰鬥，索爾訓斥三者場外械鬥的行為後，同意優先讓人神雙方完成諸神黃昏所有賽程並收手離去。
原為創造神，統治著原初世界的88柱原初神中有著擁有壓倒性力量的至高且至強的存在「原初四至柱」之一。認為除了原初神之外的神明皆為不完全的瑕疵品，因此開始虐殺神明，並與原初神反對派爆發戰爭。被殘存的原初神使用大禁術「封神緘」封印之前將自身的神性注入至「災厄的四寶」魔劍格拉墨。在漫長時間後魔劍被一位懷抱著黑暗野心的無名之神尋獲，並繼承創造神的神性，支配北歐神界成為「最高神奧丁」。
阿努比斯（Anubis）
埃及神話中的死神，在本作形象是戴著黑色胡狼頭兜帽的褐色肌膚青年，個性活潑開朗，天真直率，但愛耍小脾氣和容易被打擊。能夠嗅到他人散發的「死氣」。先是在第十回合有意代表神明出賽，但礙於素戔嗚尊請纓登場，坳不過對方的要求而作罷，接著在第十一回合被自請出賽的洛基擠下該次登場資格。

### 人類
陳宮公臺（Chen Gong，聲：濱野大輝）
三國時代謀士，呂布的軍師，在呂布登場出戰期間露面，對呂布絕對忠誠。呂布敗北後，感嘆自己沒有存在世間的意義，帶領旗下軍隊攻向索爾，但被索爾全數殲滅。外傳《終末的女武神異聞 呂布奉先飛將傳》中亦有登場。
在雜誌社人氣投票調查中，獲得第二十五名。
劉備玄德（Liu Bei）
三國時代蜀國君主，在呂布和始皇帝登場出戰期間露面。外傳《終末的女武神異聞 呂布奉先飛將傳》中亦有登場。
關羽雲長（Guan Yu，聲：田島章寬）、張飛益德（Zhang Fei，聲：石井康嗣）
三國時代戰將，劉備的義弟，在呂布登場出戰期間露面。外傳《終末的女武神異聞 呂布奉先飛將傳》中亦有登場。
赤兔馬（Red Hare）
中國歷史記載於《三國志》的名馬，呂布的坐騎。本作中在呂布登場出戰索爾期間踏進場內，背負身受重傷導致雙足無法行走的呂布在場內移動。呂布戰敗後，連同陳宮與其他呂布軍團的成員被索爾全數殲滅。外傳《終末的女武神異聞 呂布奉先飛將傳》中亦有登場。
莫札特（Mozart）
古典時期的作曲家及演奏家，在亞當登場出戰期間露面。
巴哈（Bach）
巴洛克時期作曲家及演奏家，在亞當登場出戰期間露面。
米開朗基羅（Michelangelo，聲：丸山智行）
文藝復興三傑之一，在亞當登場出戰期間露面。
夏娃（Eve，聲：小松奈生子）
亞當的妻子，在本作設定中因為在伊甸園遭蛇神非禮未遂而被誣告至眾神法庭，後來和闖入眾神法庭為她解危的亞當離開伊甸園。在亞當登場出戰期間露面，與兒子們為丈夫的犧牲感到悲痛。
該隱（Cain，聲：內田修一）、亞伯（Abel）
亞當和夏娃的兒子，在亞當登場出戰期間露面。亞當犧牲後，連同其他人類觀眾向父親獻上敬意。
宮本武藏（Miyamoto Musashi，聲：最上嗣生）
日本知名劍豪，生前與佐佐木小次郎在巖流島決鬥獲勝。首先偕同義子宮本伊織與其他日本劍豪在佐佐木小次郎登場出戰期間，聲援佐佐木小次郎。雖然生前擊敗了佐佐木小次郎，但仍承認小次郎才是世界上最強大的劍客。沖田總司出賽期間再登場，和佐佐木小次郎分析說明沖田總司與素戔嗚尊的作戰模式。
寶藏院胤舜、吉岡清十郎、富田景勝、富田景政、富田勢源、伊藤一刀齋、柳生石舟齋、上泉伊勢守信綱
日本知名劍豪，在佐佐木小次郎登場出戰期間，聲援佐佐木小次郎。
柯南·道爾（Conan Doyle，聲：村井雄治）
《福爾摩斯探案》的作者，在開膛手傑克登場出戰期間露面。見證海克力士敗北後，評論開膛手傑克是「深不見底的惡意，將神明也加以吞噬」的怪物。
莎士比亞（Shakespeare，聲：最上嗣生）
英國著名的戲劇家、作家及文學家，在開膛手傑克登場出戰期間露面。得知開膛手傑克是其粉絲後，為其作品無法阻止他變成殺人鬼深表遺憾。
卡斯托（Castor，聲：小市真琴）
本作原創角色，海克力士還是人類阿爾喀德斯時在人間的朋友，在海克力士作為神明的鬥士登場出戰期間露面，並且以其為人類時的名字帶領一眾希臘觀眾為海克力士聲援。事後為海克力士犧牲感到悲痛，但卻是唯一沒有向開膛手傑克拋石頭的希臘人。
瑪麗（Mary，聲：小松奈生子）
本作原創角色，開膛手傑克的母親，在英國地區生活的娼婦。曾經和深愛的劇作家傑克·史密斯發生關係，但最終被拋棄而獨自生下傑克。原本是傑克兒時的精神支柱，直至瑪麗因為無法接受傑克·史密斯結婚成家的事實，陷入悲痛與怨恨的情緒，轉而遷怒傑克，結果反被傑克殺害，成為第一個死於傑克手下的犧牲者。
安（Ann，聲：菊永明里）
本作原創角色，與開膛手傑克的母親瑪麗同為娼婦，是傑克生前少數重視的對象。擁有為他人著想和救濟弱者的胸懷，親自照顧收養流落街頭的孤兒們。曾告知小時候的傑克其母親曾五度懷上客人的孩子後全部以金針墮胎，唯獨產下他。當看到瑪麗因所愛的劇作家兼開膛手傑克之父傑克·史密斯與貴族小姐結婚而悲痛落淚時，斥責她妄想青樓戀愛會成真以後就離去，但卻因而錯過了制止小時候的傑克殺害其母親的可能。在開膛手傑克登場出戰後期間露面，是少數為開膛手傑克獲勝感到高興的人類。
在外傳漫畫《終末的女武神奇譚 開膛手傑克事件簿》也有登場，是照料包含傑克在內的貧困孩童和傳授求生態度的關鍵角色。外傳漫畫揭露她是英國地下組織《鵝媽媽》首領諾亞的親生母親，同時是影響倫敦黑社會的首席人物「夜霧」亞瑟·格雷的關鍵人物之一。過去因緣際會救治了負傷的亞瑟，照料對方的同時與之互生情感，收下亞瑟留給她的黃金懷表，在亞瑟自行離去後誕下撫養諾亞，相隔十年的某夜與亞瑟·格雷重逢，理解亞瑟·格雷復仇和抹消情感的決意而自願被其刺殺，留下自己被亞瑟救贖和深愛著他的遺言便斷氣身亡，珍藏的黃金懷錶也被取走，成為傑克與露娜緝兇的開端。
傑克·史密斯（Jack Smith，聲：村井雄治）
本作原創角色，開膛手傑克的父親，劇作家。過去曾經和開膛手傑克的母親瑪麗發生性關係，但後來與貴族小姐結婚，因此不知道瑪麗產下兒子的事情。當開膛手傑克殺害瑪麗後，傑克親自登門拜訪傑克·史密斯，最終在恐懼中被傑克殺死。在外傳漫畫《終末的女武神奇譚 開膛手傑克事件簿》中，傑克在殺害父母後，取用父親的名字作為自己和「哨兵」交流的代號。
谷風梶之助（Tanikaze Kajinosuke，聲：伊藤悟）
日本江戶時代相撲力士，第四代橫綱，雷電為右衛門的師傅，在雷電為右衛門登場出戰期間露面。雷電為右衛門犧牲後，帶領在場所有相撲力士踏起四股踏步向雷電為右衛門致意。
小野川喜三郎（Onogawa Kisaburou）
日本江戶時代相撲力士，第五代橫綱，在雷電為右衛門登場出戰期間露面。雷電為右衛門犧牲後，帶領在場所有相撲力士踏起四股踏步向雷電為右衛門致意。
葛飾北齋（Katsushika Hokusai，聲：村井雄治）
日本江戶時代浮世繪畫家，在雷電為右衛門登場出戰期間露面，為後者繪製畫作。後與其餘人類哀悼戰敗犧牲的雷電為右衛門。
杉田玄白（Sugita Gempaku，聲：濱野大輝）
日本江戶時代蘭學醫生，在雷電為右衛門登場出戰期間露面，對後者異於常人的體質抱持濃厚興趣。後與其餘人類哀悼戰敗犧牲的雷電為右衛門。
近藤勇（Kondou Isami，聲：高木涉）
日本幕末時期新選組局長，同時是作者梅村真也的漫畫著作《新撰组镇魂歌》登場的重要角色。沖田總司的同門師兄弟，生前時常關照著沖田總司，跟在沖田總司身邊行動，對於自己生前被斬首處決沒能盡興投入戰鬥感到遺憾。在場外偕同小次郎、沖田總司協助釋迦對抗洛基與七福神，及時被宙斯和奧丁制止，返回沖田總司的休息室觀賽。
在特別篇漫畫「新選組的局中法度」顯示其料理手藝極差，曾經讓佐佐木小次郎和荷瑞絲特不支倒地。在第十回合沖田總司登場出戰期間，偕同其餘人類觀眾聲援沖田總司。
蘇格拉底、耶穌、孔子
與釋迦一同被合稱為四聖人，在釋迦登場出戰期間露面，偕同其餘人類觀眾聲援釋迦。耶穌在雜誌社人氣投票調查中，獲得第十四名。
淨飯王（Shuddhodana，聲：最上嗣生）
古代北印度迦毗羅衛國時任國王，釋迦還是人類王子悉達多時的父親，因為先人預言悉達多未來會成為人類之王而對他抱持高度期待，後來對悉達多離家修行一事感到錯愕。在釋迦出戰期間，偕同其餘人類觀眾聲援釋迦。
闍多迦（Jataka，聲：野島健兒）
本作原創角色，古代北印度末羅王國時任國王，與還是人類王子時期的釋迦（悉達多）交情匪淺。雖然在位時期因為賢明作風受國民愛載，但隨著病入膏肓，開始感嘆自己人生所有的幸福皆為外界賦予，令釋迦（悉達多）開始思考幸福的意義和覺醒「阿賴耶識」。過身後由釋迦（悉達多）親自將其遺體連同棺材放進河川流水葬。在釋迦出戰期間，偕同其餘人類觀眾聲援釋迦。
劉邦、劉徹、孫權、曹丕、朱元璋
中國歷代君主，依序分別是漢朝（劉邦、劉徹）、三國時期吳朝（孫權）、三國時期魏朝（曹丕）、明朝（朱元璋），在始皇帝登場出戰期間露面，並在始皇帝的進場式中為其佈設了從神明VIP觀眾席直達主場的“皇帝之路”。
春燕
本作原創角色，始皇帝年少時期身陷秦趙兩國衝突期間，負責照顧他的趙國女護衛。過去兒子春鷗在長平與被俘虜的士兵們遭活埋而死，因為看不下始皇帝嘗試抹滅自我、藉此保護自己的作法，引導始皇帝釋放內在的感受兼要求他為自己而活，將其視如己出。後來在保護始皇帝返國途中犧牲，期許始皇帝未來能成為帶領人民的賢君。在始皇帝登場出戰期間，偕同其餘人類觀眾聲援始皇帝。漫畫番外篇與春鷗委託格蕾將作為慰問品的饅頭，交給正在接受治療的始皇帝。
春鷗
本作原創角色，春燕早逝的兒子。在始皇帝登場出戰期間，偕同其餘人類觀眾聲援始皇帝。
愛因斯坦、伽利略、諾貝爾、牛頓、居禮夫人、愛迪生
科學界的大人物們，在特斯拉登場出戰前露面，並且為出戰的特斯拉打氣。在特斯拉敗北消逝發表演說之際，與在場所有人類陷入悲痛情緒。事後分析出特斯拉在戰鬥中全力發揮的科技運用技巧，向人類觀眾們表達特斯拉讓科學持續進步的遺志，勉勵人類繼續向前邁進，便返回研究室繼續進行研究。
丹恩·特斯拉（Dane Tesla）
尼古拉·特斯拉的哥哥，是尼古拉·特斯拉幼年時的憧憬對象，但在建造風車時的一場意外中去世。在尼古拉·特斯拉出戰期間露面，偕同其餘人類觀眾聲援尼古拉·特斯拉。在特斯拉敗北消逝發表演說之際，與在場所有人類陷入悲痛情緒。
米爾卡·特斯拉
尼古拉·特斯拉的姊姊，料理手藝極差。在特別篇漫畫「料理即科學」因為做出讓家人難以下嚥的濃湯，讓尼古拉·特斯拉和丹恩決定幫助她調整配方，結果因為米爾卡放過多蜂蜜以失敗告終。
薛西斯一世（Xerxes I）
波斯帝國阿契美尼德王朝第四任國王，於西元前480年率領30萬波斯大軍進攻希臘城邦。
哈吉斯
本作原創角色，斯巴達長老會衛兵。目睹列奧尼達一世打破卡尼亞節期間禁止軍事行動的神諭後，決定與其餘300壯士跟隨列奧尼達一世出征並戰死。在列奧尼達一世出戰期間露面，偕同其餘300壯士聲援列奧尼達一世，為列奧尼達一世的犧牲感到悲痛，仍勉勵其餘300壯士向列奧尼達一世表達敬意。
齋藤一、永倉新八、井上源三郎、阿比類銳三郎、藤堂平助、島田魁、山南敬助、原田左之助
日本幕末時期新選組成員，同時是作者梅村真也的漫畫著作《新撰组镇魂歌》登場的重要角色。在沖田總司登場出戰期間，偕同其餘人類觀眾聲援沖田總司。其中平助眼見總司被無裝劍擊中後就率先絕望，被歲三激勵才看得下去。
土方歲三（Hijikata Toshizou）
日本幕末時期新選組副組長，同時是作者梅村真也的漫畫著作《新撰组镇魂歌》登場的重要角色。本作中由於自己沒有被選為人類方參與諸神黃昏的作戰代表鬥士，生氣之餘決定不到場觀賽，連其餘新選組也吐槽其口是心非的彆扭心態。雖然沒有在諸神黃昏的會場出席，其實仍關切著包含沖田總司在內的成員，選擇在場外關注賽局和期許沖田總司獲勝。
伯耆安綱、粟田口國綱、三條宗近
分別鍛造名刀童子切安綱、鬼丸國綱及三日月宗近的刀匠。與神明合力將神器天叢雲重新鍛造為鬼斬天叢雲。看到沖田總司折斷鬼斬天叢雲的一瞬間感到驚訝。
市松
本作原創角色，植木屋平五郎之子。於沖田總司晚年研究劍術連招時在旁磨墨並陪伴總司。

#### 弒神的13人
是由布倫希爾德親自挑選，歷史上最強的13名人類出場。
呂布奉先（Lü Bu，聲：關智一、矢野獎吾〈小孩〉）
中國三國時代的名將，被譽為「中華最強的武將」，更是被布倫希爾德讚譽為在戰場上遇到的「最兇最狂的戰士」。作為諸神黃昏第一回合戰人類一方的鬥士，在第一回合對抗索爾，雖然曾用武器一度傷害了雷神並使其流血，但不敵覺醒的雷神之鎚，被其所擊殺，最後敗北，連同與之搭擋的蘭蒂格瑞絲一併消逝。布倫希爾德追悼陣亡鬥士時賦予他的評語為「歡喜」。
在雜誌社人氣投票調查中，以115票獲得第八名；第二次官方人氣投票中，獲得第十八名。為外傳《終末的女武神異聞 呂布奉先飛將傳》主角。外傳漫畫揭露呂布原為出身草原地區的遺孤，被養父撫養，但在經歷剷除危害家鄉的惡官、養父逝世、離開家鄉、馴服赤兔馬、擊敗惡徒和吳國人士交手的事件後，偶然和來自神界的「烏魯克七杯」成員交手戰勝對方，獲知天上存在著更強大的對手，短暫流浪至羅馬期間更在當地競技場創下連勝戰績，最終有感人間已沒有足以匹敵的對手，志願被董卓處決，死後連同陳宮、赤兔馬抵達神界，成為被布倫希爾德選中的「 弒神的13人」之一。
亞當（Adam，聲：齊藤壯馬）
神創造的第一個人類，被譽為「全人類之父」，人類檔案編號No.00000000001，是最接近神的人。在本作形象是僅用葉子遮掩重要部位的青年。因為是上帝按照自己的形象所創造的第一位人類，因此可以說是神的複製品，擁有複製神祇招式的能力「神虛視」。本作設定中還在伊甸園生活時，由於妻子夏娃險遭蛇神非禮，亞當轉而出手打倒蛇神，闖進眾神的法庭帶著夏娃離開。秉持「作父親的要拯救孩子」的理念，作為諸神黃昏第二回合戰人類一方的鬥士，在第二回合對抗宙斯，雖然起初成功複製對手的所有招式而在戰鬥中佔上風，但其後因身體承受不了多次的能力使用，雙目失明，而在戰鬥中逝去，最後敗北，連同與之搭擋的瑞吉蕾芙一併消逝。布倫希爾德追悼陣亡鬥士時賦予他的評語為「愛」。
在雜誌社人氣投票調查中，以612票獲得第三名；第二次官方人氣投票中，獲得第十九名。
佐佐木小次郎（Sasaki Kojirou，聲：山路和弘、寺島拓篤〈小孩、年輕時〉）
日本戰國時代的劍客，被譽為「史上最強的敗者」，在本作形象是蓄著銀色長髮的中高齡男子（年輕時期則是蓄著黑色長髮的模樣）。雖然生前無一勝績，但事實上他每次戰敗後都會不斷練習從腦海中擊敗對手，然後挑戰更強的對手，因此無人得知其真正的實力，而自升天以來，憑著四百多年不斷磨練技藝也使他成為最強劍客。作為諸神黃昏第三回合戰人類一方的鬥士，在第三回合對抗波賽頓，儘管一直被對手攻擊壓制，甚至被破壞與之搭擋的荷瑞絲特化身的刀，但由於荷瑞絲特運用兩種力量的特性轉化成雙刀，得以逆轉戰局，最終使出絕技「千手無雙」透過冥想的力量，在腦海裡模擬戰鬥預測了其動向，作出了防禦和閃避，並利用海神對自己的輕視使出了致命的一擊，將其斬殺，最後勝利。
曾和沖田總司、近藤勇介入釋迦、洛基、七福神之間的肢體衝突，被奧丁和宙斯及時制止後，連同荷瑞絲特返回人類選手休息區觀賽，因為與沖田總司、近藤勇合拍而成為朋友。
在雜誌社人氣投票調查中，以609票獲得第四名；第二次官方人氣投票中，獲得第十五名。
開膛手傑克（Jack the Ripper，聲：杉田智和、海弓首里〈少年〉）
19世紀英國倫敦的「霧之殺人鬼」，在本作形象是穿著紳士風格服裝，喜歡紅茶和莎士比亞相關作品的中年男子。擁有看到他人靈魂色彩與轉移內臟位置的能力，但無法在悲傷時露出相對應的表情，使用藏匿身上的暗器作戰。布倫希爾德對其評價為「人類中最厭惡的存在，人渣中的人渣」。本作設定中傑克出身倫敦妓院，與身為娼婦的母親瑪麗和安相依為命，但是母親不甘於自己被劇作家傑克·史密斯（傑克的生父）拋棄，轉而虐待傑克宣洩情緒，反遭其持刀殺害。傑克以此為契機察覺人類靈魂色彩的變化，開始為了見識靈魂色彩，殺害包含生父傑克·史密斯在內的對象，成為當時英國令大眾聞風喪膽的連環殺手。
曾經在戰前強制讓赫蘿克在恐懼的狀態鍊成神器，導致赫蘿克對其觀感複雜。作為諸神黃昏第四回合戰人類一方的鬥士，在第四回合對抗海克力士，不但藉著主場優勢進行城市地形戰牽制對手，還利用赫蘿克的能力將接觸到的物體變成神器發動攻勢，最終在戰勝海克力士的瞬間，看見後者散發真誠的情感和靈魂色彩為之感動，但亦因為重傷海克力士致死而遭受全場觀眾的鄙視和唾棄，被赫蘿克評為「可悲之人」。在格蕾因為無意間竊聽到七福神的對話、被七者包圍時出面替她緩頰，讓格蕾得以藉機脫身，此後偕同赫蘿克待在人類選手休息區觀賽。他是第一個識破須佐之男劍術的關鍵在左手的人。
為外傳漫畫《終末的女武神奇譚 開膛手傑克事件簿》的主角，交代了他其實並非真正的開膛手傑克，代號為「無名氏」、「死之藝術家」。S級懸賞犯，懸賞金為1萬2千英鎊。曾在生前殺死了身為真正的開膛手傑克的盧卡·埃文斯，並在諸神黃昏之前決定使用開膛手傑克的名號上場，原因是這名號與曾經殺死妓女﹙母親﹚的自己十分貼切。雖然他殺人無數，但包括自己的父母在內最終死於其手上的人全部均是情感非常齷齪之徒，定位上比較接近反英雄。雖然本身是被英國政府通緝的懸賞犯，卻會接下英國政府的特務組織「哨兵」抹殺其他懸賞犯的委託。後來被地下組織「鵝媽媽」的首領諾亞刺殺未遂，被安的養女露娜所救，接受其找出殺害安的兇手﹙亞瑟·格雷﹚的委託，在與亞瑟交手期間奪得聖杯並首度冒用開膛手傑克的名號。死後升天被布倫希爾德遴選為諸神黃昏的人類代表鬥士之一。
在雜誌社人氣投票調查中，以796票獲得第二名；第二次官方人氣投票中，以272票獲得第九名。外傳漫畫《終末的女武神奇譚 開膛手傑克事件簿》揭露其擅奏鋼琴，在渡輪臥底調查期間展示的琴藝更獲得「骸之王」皮蒙和船上賓客的讚揚。在特別篇漫畫「特製的蘋果派」顯示其擅於製作甜點，連赫蘿克品嘗後亦給予好評。
雷電為右衛門（Raiden Tameemon，聲：木村昴、松岡美里〈太郎吉〉）
日本江戶時代的相撲力士，被譽為「無與倫比的力士」是史上勝率最高的相撲力士，本名「太郎吉」。在本作形象是體態結實，肌肉密度異於常人的男子。本作中自幼因為肌肉密度過高造成行動困難，為此在生前必須抑制肌肉的力量才能正常活動，成長過程輾轉獲得相撲界資深人士指導，但由於招式威力過於強大而刻意壓制自己的作戰方式。忠實於自身的慾望，對與他搭擋的斯露德一見鍾情，同時獲得斯露德的輔助得以解放全身的力量。作為諸神黃昏第五回合戰人類一方的鬥士，在第五回合對抗濕婆，使用必殺技「鐵砲  八呎鳥」打廢濕婆兩條手臂，期間與濕婆產生強者相惜的情感，最終身負終傷之際，含笑感謝濕婆幫助他找回相撲之道和用盡全力作戰，請求斯露德解除神器鍊成，理解斯露德願意和他赴死的決意後，無遺憾的被濕婆擊殺，以身首分離的站姿死去。事後濕婆亦對他表達了敬意。布倫希爾德追悼陣亡鬥士時賦予他的評語為「熱情」。
在雜誌社人氣投票調查中，以175票獲得第六名；第二次官方人氣投票中，獲得第十九名。
始皇帝（Qin Shi Huang，聲：石川界人）
中國秦朝開國君主，被譽為「萬象起始之王」，在本作形象是右頰和背部有蜈蚣狀紋身的青年。自小便患上鏡觸式共感（例如對方觸摸的自己的臉頰，自己也會感覺臉頰被觸摸），因此平常習慣用眼罩遮蓋雙眼以免攻擊對方後自己身上也顯現傷痕。過去曾作為趙國的政治人質，本作中因為曾受趙國女護衛春燕的關照，立志鍛鍊自己，於成年消滅六國後，用了6天時間與魔神·蚩尤死鬥，最終擊殺對方完成封禪儀式，並由戰鬥中的領悟習得武術「蚩尤」。
出賽前因為誤闖神明VIP觀賽席、未和搭擋的亞爾薇特練習神器鍊成，一度讓亞爾薇特頗有微詞，但與其建立羈絆後反而發揮極佳默契。作為諸神黃昏第七回合戰人類一方的鬥士，在第七回合對抗冥王黑帝斯，展開一場王與王的對決。因為與對方同為帝王的身份與覺悟而互生敬意，雖然在戰鬥中一度陷入劣勢，並遭黑帝斯斬斷左臂，但運用能力察覺對手的破綻後，施展「承力天鳳」搭配亞爾薇特變化的長劍反擊粉碎了黑帝斯的四血槍，以「始皇承力燕斬」擊敗黑帝斯取得勝利。事後始皇帝為黑帝斯傳達給自己的事物以單手呈抱拳之姿稱其為朋友，並為黑帝斯表達最高的敬意。
賽後與亞爾薇特被送往競技場附設醫療室接受治療。外傳《終末的女武神異聞 呂布奉先飛將傳》中亦有登場。
第二次官方人氣投票中，以1174票獲得第一名。
尼古拉·特斯拉（Nikola Tesla，聲：古川慎）
19世紀中期至20世紀中期的天才物理學家兼發明家，被譽為「人類史上唯一的魔法使」。在本作形象是擁有一頭彎曲的短髮，外貌清秀，穿戴著工作服和護目鏡的美男子。精通多國語言，在升天後仍持續在科學領域進行研究，他的研究成果被布倫希爾德評為跟魔法一樣，並對自己的發明充滿自信。作為諸神黃昏第八回合戰人類一方的鬥士，在第八回合對抗別西卜，但不敵別西卜的攻勢，造成格恩達爾化身的機器鎧甲受損嚴重和身受重傷，偕同格恩達爾消逝前向人類發表「只要人類還存在，科學便會持續進化」的演說。事後赫耳墨斯和宙斯也對其作戰應變技巧給予高度評價，布倫希爾德追悼陣亡鬥士時賦予他的評語為「前進」。
第二次官方人氣投票中，以289票獲得第七名。
列奧尼達一世（Leonidas I，聲：白熊寬嗣）
古代斯巴達國王，在本作形象是外型粗曠壯碩，全身遍佈傷疤的男子，被布倫希爾德譽為「人類史上最強的叛逆者」。喜歡吊床、閱讀、紅酒、起司、抽雪茄，討厭神明高傲在上的態度。斯巴達一族以精於戰鬥、嚴苛鍛鍊聞名於世，本人在西元前480年前違背長老傳遞「卡尼亞節節慶不得出兵」的德爾菲神喻，於温泉关之役率領300名斯巴達人對抗100萬名波斯留下戰功，同時為此事對阿波羅懷恨在心。在升天後仍持續鍛鍊實力。原本無意出席第九回合的決戰，但因為布倫希爾德告知阿波羅將登台出戰而改變主意，作為諸神黃昏第九回合戰人類一方的鬥士，在第九回合對抗阿波羅，在作戰過程曾一度壓制對方，但後來被阿波羅使出「阿提米絲的月影」連射光箭重創，遭對方揮拳擊中腹部，偕同潔蘿露爾消逝前為斯巴德族人能看見自己奮戰的身影引以為榮。
第二次官方人氣投票中，獲得第十七名。
沖田總司（Okita Souji，聲：代永翼）
日本幕末時期新選組一番隊組長，在本作形象是綁著短髮辮，配帶武士刀的矮小青年，同時是作者梅村真也的漫畫著作《新撰组镇魂歌》登場的重要角色。平常看似悠哉，一旦進入戰鬥狀態便會顯露殺意，擁有被稱作「鬼子」的隱藏精神。劍術流派為「天然理心流」，戰鬥期間能藉由讓心搏加速提升反應能力。生前原本是新選組的頭號劍術高手，但礙於因病早逝而未能完成和強者交手的夙願。曾和小次郎、近藤勇介入釋迦、洛基、七福神之間的肢體衝突，被奧丁和宙斯及時制止後返回人類選手休息區觀賽。列奧尼達一世戰敗犧牲後，受其意志鼓舞，在布倫希爾德為決定第十回合出賽人選感到苦惱時，自請登台出賽，使用搭檔詩嘉茉爾德化身的菊一文字迎戰素戔嗚尊，最終以「天翔散段突」將其對手素戔嗚尊貫穿並加速其崩壞從而獲勝。事後雖連同詩嘉茉爾德獲得伊奘諾尊的治療救回性命，但向新選組成員們提及體內的「鬼子」已經消逝，未來無法再投入戰鬥。
在雜誌社人氣投票調查中，獲得第十二名；第二次官方人氣投票中，獲得第十名。
（Simo Häyhä）
外號「白色的死神」，第二次世界大戰期間活躍的芬蘭狙擊手。在本作形象是穿著連帽大衣，佩戴面罩遮掩臉部傷疤的青年，擅使狙擊槍，飼有一隻狗。生前的年少時期性好和平，後來雖憑藉自身槍法多度保衛家鄉建立戰功，但同時苦於創傷後壓力症候群延伸的睡眠障礙。諸神黃昏第十一回合戰作為人類一方的鬥士，登台迎戰洛基。但作為和搭擋拉絲格瑞絲神器煉成換取威力和附加屬性的代價，每擊發一批子彈便會消耗自身的一個器官。
第二次官方人氣投票中，獲得第十二名。
米歇爾·諾斯特拉達穆斯（Michel Nostradamus）
16世紀法國預言家，在本作形象是喜歡惡作劇的短髮青年，為人機智擅於謀略計策。因試圖破壞「虹與暗之門」並觸犯了神的禁忌，而成為人類中唯一墮入冥界的人。布倫希爾德和格蕾分別將其評為「史上最令人不悅的男人」、「最凶惡的愉快犯」。被布倫希爾德稱作人類方的王牌。受奧丁囑託擔任醫治齊格弗里德的醫生，前期待在觀眾區觀賽，在沖田總司獲勝後，喬裝成地獄獄卒將格蕾裝進放置醫療藥品的箱子，兩者前往探視和協助治療齊格弗里德，從齊格弗里德轉述理解原初神戰爭的始末，向格蕾補充說明齊格弗里德被當成奧丁計劃一環的細節。
格里戈里·拉斯普丁（Grigori Rasputin）
俄羅斯尼古拉二世在位時期活躍的神秘主義者。
第二次官方人氣投票中，獲得第二十二名。
坂田金時（Sakata Kintoki）
日本民間傳說的英雄，源賴光的家臣之一，在本作形象是右臉有傷疤的青年。與釋迦關係良好。初登場時帶著點心慰問賽後療養的釋迦，受後者委託調查齊格弗里德的情報，探索地獄嘗試接觸齊格弗里德未果，歸來介入釋迦、別西卜、奧丁的戰鬥。待奧丁離去後，因為得知釋迦將其調查齊格弗里德一事透漏給奧丁，吐槽釋迦口風不嚴謹，向釋迦回報在地獄探索的情況。
第二次官方人氣投票中，以473票獲得第三名。

### 其他角色
齊格弗里德（Siegfried）
本作關鍵角色之一，半人半神之身，在本作形像是長髮青年，他是布倫希爾德的戀人，同時是布倫希爾德積極投入「人與神的對決」的主因。過去因為盜竊奧丁的的神劍格拉墨、斬殺奧丁的火龍法夫納等罪行，被奧丁判處囚禁於冥界的奈洛（塔爾塔羅斯）。在第八回合落幕後，因為聽見神明與人類的勝局比數激起好奇心，但同時為布倫希爾德過度賣力感到擔心。
第十回合開始前，釋迦透過坂田金時協助調查而獲知這些罪名不足至地獄級罪行的程度，判讀出奧丁實為阻止將齊格弗里德從塔爾塔羅斯釋放始做出決策，將其作為計劃的一環，針對自己整合有關齊格弗里德的調查情報，與奧丁對質而引發衝突，隨後別西卜點明奧丁暗中策畫著原初神的復活計劃。他在格蕾和米歇爾前來探視期間說明原初神戰爭的真相，奧丁更將其當成復活原初神的容器。

### 漫畫外傳登場角色

#### 《終末的女武神異聞 呂布奉先飛將傳》

##### 人類
項羽、岳飛、白起、衛青、陽大眼
中國歷史名將，於外傳《終末的女武神異聞 呂布奉先飛將傳》第1話短暫登場。
紀靈
外傳《終末的女武神異聞 呂布奉先飛將傳》登場角色，袁術的旗下名將。奉命進攻徐州，向呂布提出遠程射戟競賽決定是否撤軍的賭注，結果被呂布持戰旗射中標的物的表現震懾，帶領軍隊撤離徐州。
孫堅
外傳《終末的女武神異聞 呂布奉先飛將傳》登場角色，東漢末年軍閥諸侯將領，外號「江東之猛虎」，是孫吳勢力的首創者，奠基者孫策和建國者孫權的父親。生前惜才且愛護部下，擁有將意識憑依在指定對象身上，從中操控該對象行動和判讀對手攻勢的能力，缺點是憑依對象受傷自己的身體也會感受到衝擊。創下包含斬殺華雄、擊退呂布（外傳漫畫則以和呂布交戰，呂布以查覺自己跨出界線為由向孫堅認輸作收）在內等戰功，後戰死沙場。
黃蓋
外傳《終末的女武神異聞 呂布奉先飛將傳》登場角色，東漢末年孫堅麾下將軍，是東吳孫氏三代元勳之一。使用武器為雙戰鞭。本作中曾一度被華雄壓制攻勢，獲得孫堅解危。與孫堅、程普、韓當、祖茂在會議中討論呂布的威脅性。
程普
外傳《終末的女武神異聞 呂布奉先飛將傳》登場角色，東漢末年孫堅麾下將領。忌憚於呂布的實力，曾形容呂布「並非凡物，而是狂暴之龍」。
韓當
外傳《終末的女武神異聞 呂布奉先飛將傳》登場角色，東漢末年孫堅麾下將領。
祖茂
外傳《終末的女武神異聞 呂布奉先飛將傳》登場角色，東漢末年孫堅麾下將領，本作中為保護孫堅與創造攻擊的機會，介入孫堅和呂布之間的決鬥，被呂布持戟劈開身軀殺死。臨終前要求孫堅持續朝著中華的頂點邁進。
華雄
外傳《終末的女武神異聞 呂布奉先飛將傳》登場角色，東漢末年武將，董卓麾下將領，本作中為董卓軍在虎牢關之戰的先鋒兼驍騎校尉，後被孫堅斬殺。
漢獻帝
外傳《終末的女武神異聞 呂布奉先飛將傳》登場角色，漢朝的末代皇帝。受制於董卓，試圖讓出帝位求全。
王允
外傳《終末的女武神異聞 呂布奉先飛將傳》登場角色，東漢末年的司徒。因為漢獻帝受制於董卓以至於試圖讓出帝位求全的舉動，對董卓懷恨在心。後試圖行刺董卓未遂，反被後者的魄力震懾至瞬間衰老。
伍瓊
外傳《終末的女武神異聞 呂布奉先飛將傳》登場角色，東漢城門校尉。本作設定中是董卓旗下的軍侍中人材登用職長，向董卓匯報關於赤兔馬和呂布的情報。初次會晤呂布時，試圖用提供財富和官階的條件，說服呂布效命董卓但被拒絕，後因為見識呂布和董卓首次交戰的過程，過於興奮催促董卓再和呂布交戰，結果遭董卓扔擲帶刺鐵棒重傷致死。
曹操
外傳《終末的女武神異聞 呂布奉先飛將傳》登場角色，是曹魏勢力的首創兼奠基者。
王匡、陶謙、馬騰、公孫瓚
外傳《終末的女武神異聞 呂布奉先飛將傳》登場角色，參與反董卓聯合軍。
袁紹
外傳《終末的女武神異聞 呂布奉先飛將傳》登場角色，冀州刺史，東漢末年組成反董卓聯合軍，與盟軍聯手討伐董卓。
鮑韜
外傳《終末的女武神異聞 呂布奉先飛將傳》登場角色，在本作和《三國演義》以「鮑忠」身份登場，參與反董卓聯合軍，結果遭華雄斬殺。
方悅
外傳《終末的女武神異聞 呂布奉先飛將傳》登場，《三國演義》的虛構角色，河內太守王匡手下名將，外號「黑槍無雙」。在本作設定為出身沒落槍術名家的後裔，使用武器為重達八十斤的鋼槍，圍攻虎牢關期間率先與呂布單挑，被呂布攔腰斬斷身軀而死。過身後於個人獨白中表示自己雖敗猶榮，還被孩子們當成崇敬的對象。
穆順
外傳《終末的女武神異聞 呂布奉先飛將傳》登場，《三國演義》的虛構角色，外號「俠將」的張楊手下名將，圍攻虎牢關期間繼方悅犧牲後與呂布單挑，被呂布連同坐騎擊飛後，遭自己持有的武器貫穿身軀而死。過身後於個人獨白中表示自己並非出於個人意願挑戰呂布，而是為了成為部屬的表率才出面參與這場決鬥。
劍章
外傳《終末的女武神異聞 呂布奉先飛將傳》登場的原創角色，使用武器為大劍，圍攻虎牢關期間繼方悅、穆順犧牲後與呂布單挑，被呂布持戟斬斷頭部上方而死。
武安國
外傳《終末的女武神異聞 呂布奉先飛將傳》登場，《三國演義》的虛構角色，外號「中原最大的怪物」的孔融手下名將，使用武器為錘。圍攻虎牢關期間與呂布單挑，被呂布持戟貫穿身體而死。
武帝、光武帝
中國歷史皇帝，於外傳《終末的女武神異聞 呂布奉先飛將傳》第12話短暫登場的角色。
王來
外傳《終末的女武神異聞 呂布奉先飛將傳》登場的原創角色，洛陽首富王亮之子，仰仗父親的財勢惹事生非。因為不顧旁人勸告試圖馴服赤兔馬，被後者踢成重傷造成臉部毀容，後來偕同部下待在山谷朝赤兔馬發射箭矢，被呂布一掌擊中頭部，導致頭頸被扭轉後失血過多致死。
呂尚
外傳《終末的女武神異聞 呂布奉先飛將傳》登場的原創角色，呂布的養父，為人寬厚仁慈。五原郡九原縣出身，過去在戰場發現還是嬰兒的呂布，獨排眾議堅持收養並將其視如己出。後由於新任縣令李唐提升當地居民稅賦和徭役的酷政，在長期承受勞役的狀態下積勞成疾，導致呂布為了治癒呂尚的身體而搶走李唐珍藏的高級藥材，告知呂布世間仍有可成為朋友的強者存在。最終為了袒護包含呂布在內的聚落孩童們，被斬斷左臂和身中多箭重傷，臨終前向呂布表達為他感到自豪的心聲。過身後被安葬在當地的草原上。
道爾吉
外傳《終末的女武神異聞 呂布奉先飛將傳》登場的原創角色，與呂布生活在五原郡九原縣的同齡男孩。雖然天生擁有足以和成年男子抗衡的力氣，但相當害怕呂布。被李唐的部屬綁架當成取樂標靶，及時被呂布所救，見證呂布擊敗李唐的場面而對他有所改觀。
李唐
外傳《終末的女武神異聞 呂布奉先飛將傳》登場的原創角色，呂布還在五原郡九原縣生活期間上任的新縣令。為人冷酷無情，習慣用酷政治理管轄區域。使用武器為可組成巨剪的雙刀。因為發現呂布打倒門衛闖入他的寶庫搶走珍貴藥材，派遣軍隊襲擊呂布居住的聚落。後來與呂布展開對決，被呂布徒手擊殺。
劉虎、劉信
外傳《終末的女武神異聞 呂布奉先飛將傳》登場的原創角色，李唐的部屬。奉命進攻呂布居住的聚落，將呂尚被斬斷的左臂扔給呂布，結果被呂布徒手擊敗。
康茂德（Commodus）
外傳《終末的女武神異聞 呂布奉先飛將傳》登場，羅馬帝國安敦尼王朝第六任也是最後一任皇帝。在本作是沉溺角鬥遠勝過統治國家，造成百姓生活困苦的昏君。舉辦「世界最強角鬥士」的競賽，試圖用權力財富利誘呂布遭拒，轉而意圖除掉對方。最終被納西瑟斯以呂布遺下的方天畫戟殺死。
納西瑟斯·魯菲努斯（Narcissus）
外傳《終末的女武神異聞 呂布奉先飛將傳》登場，刺殺康茂德的角鬥士。在本作是沒落貴族的青年。父親盧修斯為勸諫沉迷角鬥、令百姓民不聊生的康茂德，遭康茂德殺死，連家族也遭受抄家奪權被貶為平民，遂和包含朱莉亞與盧修斯在內的孩子們為伍。由於康茂德為殺雞儆猴指名他參與決定「世界最強角鬥士」的競賽，偶遇為取回被朱莉亞與盧修斯竊走的武器追來的呂布，向後者說明事發經過，同意讓呂布代替他參加競賽。「世界最強角鬥士」競賽落幕後，收下呂布贈與的方天畫戟，自請加入康茂德的皇帝親衛隊，在數年後手刃康茂德。
克羅斯兄弟
外傳《終末的女武神異聞 呂布奉先飛將傳》登場的原創角色，羅馬帝國第一角鬥通的兄弟，在「世界最強角鬥士」競賽擔任實況說明。
格里芬
外傳《終末的女武神異聞 呂布奉先飛將傳》登場的原創角色，繼承列奧尼達一世靈魂的斯巴達戰士，被譽為「斯巴達的最高傑作」，使用長劍與盾，也擅用長槍。個性堅毅富自信，將挑戰強者作為信念，為了振興斯巴達而持續在角鬥場奮戰。在「世界最強角鬥士」競賽作為代表波爾基烏斯家的參加者，陸續於淘汰賽戰勝阿蒙、塔納歐斯，私底會晤呂布請後者在決戰時帶上武器，勉勵納西瑟斯從自身挖掘勇氣。最終決賽中與呂布同時使出全力一擊、準備了結賽事，結果在交鋒瞬間被呂布用方天畫戟劈中身軀，臨終前對自己能使出全力作戰引以為榮，將振興斯巴達的願望託付給年少的戰士們，便因為傷重而死。賽後呂布對其實力給予高度評價和獻上敬意。
阿蒙
外傳《終末的女武神異聞 呂布奉先飛將傳》登場的原創角色，使用長槍。「世界最強角鬥士」競賽參加者，隸屬維吉尼烏斯家的埃及戰士。首輪淘汰賽敗於格里芬。
盧卡
外傳《終末的女武神異聞 呂布奉先飛將傳》登場的原創角色，使用帶著尖刺的鎖鏈球。「世界最強角鬥士」競賽參加者，隸屬法比烏斯家的羅馬「海之民」戰士。首輪淘汰賽敗於塔納歐斯。
塔納歐斯
外傳《終末的女武神異聞 呂布奉先飛將傳》登場的原創角色，使用武器為飛刀和長柄砍刀。「世界最強角鬥士」競賽參加者，隸屬克勞狄烏斯家的遊牧民族斯基泰戰士。首輪淘汰賽戰勝盧卡，於第二輪淘汰賽與格里芬交戰，被格里芬持槍一擊貫穿身軀斃命。
艾夫羅涅斯
外傳《終末的女武神異聞 呂布奉先飛將傳》登場的原創角色，擁有過人怪力的魁梧壯漢，「世界最強角鬥士」競賽參加者，隸屬克爾內利烏斯家的高盧日耳曼部落戰士。首輪淘汰賽被塞斯克連砍數劍後斬首而敗北。
塞斯克
外傳《終末的女武神異聞 呂布奉先飛將傳》登場的原創角色。15歲時已成為頂尖角鬥士、擁有三百場勝利記錄的高齡劍士（60歲10個月），使用短劍與盾，同時精於古希臘格鬥術潘克拉辛。「世界最強角鬥士」競賽參加者，隸屬尤利烏斯家的羅馬戰士。首輪淘汰賽戰勝艾夫羅涅斯，於第二輪淘汰賽與呂布交戰，指出其作戰經驗不足，一度壓制呂布，但被呂布趁隙使出蠻力劈中頭部，傷重致死。事後呂布為其獻上敬意。
烏達維烏斯
外傳《終末的女武神異聞 呂布奉先飛將傳》登場的原創角色，康茂德的直屬角鬥士，自詡海克力士的化身，使用大劍。「世界最強角鬥士」競賽參加者，隸屬奧雷里烏斯家的羅馬戰士。首輪淘汰賽被呂布徒手切開身軀而敗北。

##### 神明
董卓／安努（Dong Zhuo / Anu）
外傳《終末的女武神異聞 呂布奉先飛將傳》登場角色，中國歷史上為東漢與羌的戰爭中崛起，脅持漢獻帝令諸侯的漢軍將領，本作設定中為美索不達米亞神話中的天神安努殺害兼冒用董氏政權領導者在人間活動的偽裝身份，同時是「烏魯克七杯」領導者。個性好戰，視呂布為勁敵。與其餘「烏魯克七杯」成員聯手對抗呂布，見識其他六者犧牲後，挺身與呂布展開對決，最終被呂布殺死，留下能和呂布匹敵的對手存在於天上的遺言。
外傳第12.5話被伍瓊揭露害怕蟲子。
辛（Sin）
外傳《終末的女武神異聞 呂布奉先飛將傳》登場角色，「烏魯克七杯」成員之一，阿卡德、亞述和巴比倫等美索不達米亞神話中的月神。個性謹慎小心，使用武器為環。與其餘「烏魯克七杯」成員聯手對抗呂布，見識埃亞、沙瑪什、奈爾加爾、伊什塔爾、納布被呂布殺死後，朝呂布發動攻勢，反被呂布掀起石板的舉動中斷攻擊，隨即遭後者用貫穿石板的徒手擊中頭部致死，成為「烏魯克七杯」第六位犧牲的成員。
奈爾加爾（Nergal）
外傳《終末的女武神異聞 呂布奉先飛將傳》登場角色，「烏魯克七杯」成員之一，美索不達米亞神話中的冥界之神。喜歡蒐集人骨，使用武器為多條附帶尖刃的鎖鏈。與其餘「烏魯克七杯」成員聯手對抗呂布，埃亞和沙瑪什被殺死後，試圖用鎖鏈牽制呂布的行動，結果反被呂布趁機拉近距離和出拳擊殺，成為「烏魯克七杯」第三位犧牲的成員。
埃亞（Ea）
外傳《終末的女武神異聞 呂布奉先飛將傳》登場角色，「烏魯克七杯」成員之一，蘇美神話中被稱作「恩基」，但在阿卡德和巴比倫神話中被稱為「埃亞」的水神。使用武器為雙拳刃和十字狀的長槍，擅長欺敵。與其餘「烏魯克七杯」成員聯手對抗呂布，試圖趁呂布被化外特製鋼製作的索條限制行動期間襲擊對方，反被呂布徒手扭轉頭頸致死，成為「烏魯克七杯」第一位犧牲的成員。
納布（Nabu）
外傳《終末的女武神異聞 呂布奉先飛將傳》登場角色，亞述和巴比倫尼亞的智慧與寫作之神。本作設定則是守護神兼「烏魯克七杯」成員之一，使用武器為附帶尖刺的大型圓盾。與其餘「烏魯克七杯」成員聯手對抗呂布，見識埃亞、沙瑪什、奈爾加爾、伊什塔爾敗北後，偕同辛試圖拿下呂布的左足，結果被呂布的踢擊破壞盾牌並貫穿身軀，重傷致死，成為「烏魯克七杯」第五位犧牲的成員。
伊什塔爾（Ishtar）
外傳《終末的女武神異聞 呂布奉先飛將傳》登場角色，在美索不達米亞神話中為司掌愛情、豐饒、戰爭、金星的女神，本作設定則是男性的金星神兼「烏魯克七杯」成員之一，使用武器為附帶劇毒的臂弩。與其餘「烏魯克七杯」成員聯手對抗呂布，見識埃亞、沙瑪什、奈爾加爾敗北後，試圖牽制呂布的行動，結果被呂布握住頭部撞擊柱子而死，屍體還被呂布吐出的臂弩箭矢的毒素腐蝕殆盡，成為「烏魯克七杯」第四位犧牲的成員。
沙瑪什（Shamash）
外傳《終末的女武神異聞 呂布奉先飛將傳》登場角色，「烏魯克七杯」成員之一，美索不達米亞神話的本地神，阿卡德、亞述和巴比倫神殿中的太陽神。使用武器為長劍和雙手巨刃。與其餘「烏魯克七杯」成員聯手對抗呂布，埃亞被呂布殺死後，出手攻擊對方，結果被呂布踢中頸椎造成頭部移位，隨後在試圖弄斷呂布左手未果的情況，當場被對方借勢重摔至地面而死，成為「烏魯克七杯」第二位犧牲的成員。

#### 《終末的女武神奇譚 開膛手傑克事件簿》

##### 英國政府
強尼·W·席克
外傳《終末的女武神奇譚 開膛手傑克事件簿》登場的原創角色，負責調查娼婦連環謀殺案的刑事部長。
格蘭·K·喬治（Gleen K George）
外傳《終末的女武神奇譚 開膛手傑克事件簿》登場的原創角色，英國政府的特務組織「哨兵」的首領。稱號為「無畏」。使用的武器為指節套環。在吉娜、露娜遭王立龍騎兵團綁架後，聯合傑克、五大組織、「鵝媽媽」組成同盟作戰。
紅寡婦
外傳《終末的女武神奇譚 開膛手傑克事件簿》登場的原創角色，隸屬於英國政府的特務組織「哨兵」的成員，為人不苟言笑，喜歡不放糖的紅茶但討厭甜食。負責肅清英國地下黑社會和向傑克下達來自英國政府的暗殺委託。使用的武器為西洋劍。在傑克與露娜調查「銜尾蛇紋身的男子」期間，提供相關情報，同時警告露娜慎防傑克的危險性。郵輪襲擊事件後獲知聖杯在傑克與諾亞手上時，告知他倆破壞了英國的勢力平衡，並且在三人受到王立龍騎兵團的手下襲擊時聯手將後者擊倒。雖不情願和傑克為伍，仍跟著長官格蘭、傑克、五大組織、「鵝媽媽」組成同盟作戰。在對上強化人軍團「百頭龍軍」時不敵對方，西洋劍也折斷、即將被其中一名強化人擊殺之際獲傑克所救。

##### 王立龍騎兵團
隸屬於英國王室的特務組織。與致力把英國民主化的「哨兵」不同，目的是維持君主與貴族的權力和地位。
瑪修
外傳《終末的女武神奇譚 開膛手傑克事件簿》登場的原創角色，王立龍騎兵團「四龍」之一。
塞勒斯
外傳《終末的女武神奇譚 開膛手傑克事件簿》登場的原創角色，王立龍騎兵團「四龍」之一。
札卡利亞
外傳《終末的女武神奇譚 開膛手傑克事件簿》登場的原創角色，王立龍騎兵團「四龍」之一。
安布羅斯
外傳《終末的女武神奇譚 開膛手傑克事件簿》登場的原創角色，王立龍騎兵團「四龍」之一。陸軍學校畢業生，與「骸之王」皮蒙是同窗。
卡卡
外傳《終末的女武神奇譚 開膛手傑克事件簿》登場的原創角色，王立龍騎兵團的「炎騎將」。背部有不死鳥紋身，被潘塞稱為小卡卡。擅長徒手戰鬥，傑克與其交手時也找不到可以下手的破綻，反而被迫得顧著防禦。亞瑟·格雷的好友。與亞瑟同樣是第一批「Project G」實驗中的倖存者兼成功之作，擁有驚人的恢復能力被稱為「不死鳥之尾」，被治癒的部位會散發著熱能。首次出場時以壓倒性實力把比約恩殺死，及後轉移至遊樂場，告知他受四龍發出的召集令回去本部，因傑克以飛刀突襲而再給予一分鐘時間戰鬥，自己則與傑克交戰，期間被問及紋有銜尾蛇的亞瑟之事，最後還是打成平手後離去。
潘塞
外傳《終末的女武神奇譚 開膛手傑克事件簿》登場的原創角色，王立龍騎兵團的「角騎將」。有奪走目標對象武器的興趣。首次出場時把彌香殺死，然後在遊樂場引出柏忌並將其重創，卻在給其最後一擊時被增援柏忌的諾亞與傑克襲擊，即使如此仍然使用「弗涅」挑釁諾亞，及後得到卡卡的支援，以10重連擊『村雨劍』將諾亞亦重創並破壞其右手握的短刀，卻在第10擊即將接著「弗涅」時被傑克以飛刀擊飛「弗涅」而落空，隨即被柏忌一拳擊飛，但還是能跟著卡卡離開，帶上的武器則遺留在現場。
裘德
外傳《終末的女武神奇譚 開膛手傑克事件簿》登場的原創角色，王立龍騎兵團的「鱗騎將」。專用武器是十文字槍。首次出場時對戰亞瑟。雖然擊退了對方卻付出了部隊折損大半、機關槍損失十餘挺的代價。
雷
外傳《終末的女武神奇譚 開膛手傑克事件簿》登場的原創角色，王立龍騎兵團「鱗騎將」裘德的副官。
羅文
外傳《終末的女武神奇譚 開膛手傑克事件簿》登場的原創角色，王立龍騎兵團「炎騎將」直屬部隊「幻獸戰線」的成員。右臂有米諾陶洛斯紋身。為繼亞瑟·格雷以後四龍祕密地繼續人體試驗「Project G」的實驗體。首次出場時突襲黑社會某宅邱並將吉娜擊倒從而抓住露娜。
西奧托亞
外傳《終末的女武神奇譚 開膛手傑克事件簿》登場的原創角色，王立龍騎兵團「Projector G」研究所長，人體試驗「Projector G」的負責人。

##### 鵝媽媽
諾亞（Noah）
外傳《終末的女武神奇譚 開膛手傑克事件簿》登場的原創角色，地下組織《鵝媽媽》首領，編號為NO.1。為人心思慎密，重視夥伴，會在組織成員犧牲時吃對方喜歡的食物進行哀悼，傑克從其身上觀察到的情感顏色為「透明」（但在有所動搖時情感仍會變色）。喜歡甜食、戲劇、莎士比亞的作品。
其真實身分是曾經照料傑克的娼婦安與曾在倫敦地下社會舉足輕重的「夜霧」亞瑟·格雷的親生兒子，十分痛恨殺害其母親的兇手。在短短的三年間從C級懸賞犯迅速攀升為S級懸賞犯，懸賞金為1萬英鎊。專用武器是摺疊式的黑色雙短刀，特殊能力為短時間內進入常人體感時間十倍的「過集中」狀態，提升動態視覺、作戰速度和反應能力，缺點是此狀態會不分敵我對移動性物體展開無差別攻擊且消耗體力。
因為阿爾弗雷德被傑克殺死，為了找出兇手復仇，策畫在倫敦引發混亂事件，夥同旗下成員殺害包含泰晤士貿易商會第三支部在內的地下組織成員。在廣場觀賞布偶劇時偶遇傑克，因為雙方喜好相近而相談甚歡，揭露自身真實目的與理解傑克的犯案緣由後，帶領團隊成員與傑克交戰，趁機用短刀刺殺傑克使其落水。在安的墓碑前與傑克、露娜重逢，決定暫時和傑克休戰。為了殺死夜霧﹙亞瑟·格雷﹚兼盜走三種聖遺物之一的聖杯潛入皮蒙的豪華郵輪，但不敵亞瑟並且被其重創，由傑克擊昏後帶離現場。康復後與傑克再戰皮蒙，卻得知彌香之死，改為找出兇手復仇與營救柏忌而介入潘塞的戰鬥，但被潘塞連擊重創，因傑克以飛刀擊飛「弗涅」而保著一命，只能悔恨自己無法為彌香雪恨。隨著吉娜、露娜遭王立龍騎兵團綁架，為救回兩者遂帶領旗下成員聯同「哨兵」、傑克、五大組織組成同盟作戰。
蒙克
外傳《終末的女武神奇譚 開膛手傑克事件簿》登場的原創角色，地下組織《鵝媽媽》NO.2成員，代號「蘋果派」。
吉娜·布雷基
外傳《終末的女武神奇譚 開膛手傑克事件簿》登場的原創角色，地下組織《鵝媽媽》NO.3成員，代號「倫敦鐵橋」。組織少有的女性成員，擅用武器為尾端附有鋸齒的大刀，十分在乎諾亞。15歲時與諾亞一同經被蒙克撿走，然後被傳授戰鬥的方式。為了幫助諾亞盜走三種聖遺物之一的聖杯和潛入皮蒙的豪華郵輪，結果到手同時連同威克、努、賈斯伯被皮蒙與莫頓相關人員發現，隨後目擊賈斯伯被為了取回聖杯參戰的亞瑟·格雷瞬間擊倒，為了幫助威克爭取時間逃走與亞瑟·格雷交手，遭亞瑟·格雷徒手擊飛，撞擊牆壁重傷敗北，並且與露娜一同被脅持在黑社會某宅邱。及後兩者被王立龍騎兵團「幻獸戰線」襲擊綁架，作為人質。
柏忌（Poggy）
外傳《終末的女武神奇譚 開膛手傑克事件簿》登場的原創角色，地下組織《鵝媽媽》NO.4成員，代號「一閃一閃亮晶晶」。個性衝動，對諾亞給自己取的代號頗有不滿，慣用武器是鋼筋，也擅長徒手作戰。在阿爾弗雷德死後悲憤不已，要求除掉殺害阿爾弗雷德的兇手。A級懸賞犯，懸賞金為2千英鎊。犯下破壞鐵路造成大橋倒塌、參與黑手黨抗爭等罪行。為了殺死夜霧﹙亞瑟·格雷﹚而潛入皮蒙的豪華郵輪，並在郵輪沉沒前逃出。及後尋找彌香卻晚了一步，為了替彌香復仇而在遊樂場對上潘塞，但不敵潘塞並且被其重創，因諾亞趕到而保住一命，及後還是給潘塞迎頭痛擊。
努
外傳《終末的女武神奇譚 開膛手傑克事件簿》登場的原創角色，地下組織《鵝媽媽》NO.5成員，代號「六便士」。擅長偷襲的矮小少年。為了幫助諾亞盜走三種聖遺物之一的聖杯潛入皮蒙的豪華郵輪，結果到手同時連同威克、賈斯伯、吉娜被皮蒙與莫頓相關人員發現，但還是逃得出來。
威克（Wick）
外傳《終末的女武神奇譚 開膛手傑克事件簿》登場的原創角色，地下組織《鵝媽媽》NO.6成員，代號「知更鳥」。個性平靜有禮，慣用武器是可偽裝成拐杖的附帶利器的鞭子，招式皆用音樂用語命名。為了幫助諾亞盜走三種聖遺物之一的聖杯潛入皮蒙的豪華郵輪，結果到手同時連同努、賈斯伯、吉娜被皮蒙與莫頓相關人員發現，目睹賈斯伯、吉娜接連敗於夜霧﹙亞瑟·格雷﹚之手心生恐懼，遭亞瑟·格雷徒手扭斷左前臂，但還是逃得出來。在對上強化人軍團「百頭龍軍」時亦不敵對方。
丹尼（Danny）
外傳《終末的女武神奇譚 開膛手傑克事件簿》登場的原創角色，地下組織《鵝媽媽》NO.7成員，代號「螞蟻士兵」。頭腦機敏，擅長策略與設置陷阱的少年。為了殺死夜霧﹙亞瑟·格雷﹚潛入皮蒙的豪華郵輪，並在郵輪沉沒前逃出。
阿爾弗雷德（Alfred）
外傳《終末的女武神奇譚 開膛手傑克事件簿》登場的原創角色，表身分是克里斯·海頓男爵的管家，真實身分是地下組織《鵝媽媽》NO.8成員，代號「矮胖子」。喜歡蘋果派。為人冷靜，擅用武器是砲彈，投身黑社會的資歷長達十年。多度幫助克里斯·海頓男爵物色獵殺的對象，後來在傑克與克里斯·海頓男爵對峙時介入對決，結果被傑克用計取走兼投擲慣用的砲彈貫穿腹部，感嘆自己無臉見組織成員便含笑死去，成為《鵝媽媽》與傑克鬥爭的開端。為《鵝媽媽》最先陣亡的成員。
克蘿兒
外傳《終末的女武神奇譚 開膛手傑克事件簿》登場的原創角色，地下組織《鵝媽媽》NO.9成員，代號「林肯郡偷獵者」。組織少有的女性成員兼狙擊手，使用武器為狙擊槍。
菲
外傳《終末的女武神奇譚 開膛手傑克事件簿》登場的原創角色，地下組織《鵝媽媽》NO.10成員，代號「傑克和吉兒」。為人從容但說話語氣略帶毒舌，經常挖苦揶揄柏忌。精於易容，作為《鵝媽媽》的諜報人員滲透「哨兵」提供組織情報。為了殺死夜霧﹙亞瑟·格雷﹚潛入皮蒙的豪華郵輪。
彌香
外傳《終末的女武神奇譚 開膛手傑克事件簿》登場的原創角色，地下組織《鵝媽媽》NO.11成員，代號「瑪莉有隻小綿羊」。組織少有的女性成員，使用武器為刀「弗涅」。為了殺死夜霧﹙亞瑟·格雷﹚潛入皮蒙的豪華郵輪。最後被王立龍騎兵團的「角騎將」潘塞殺死，「弗涅」也被對方奪去。
賈斯帕
外傳《終末的女武神奇譚 開膛手傑克事件簿》登場的原創角色，地下組織《鵝媽媽》NO.12成員，代號「紅心女王」。個頭高大，個性溫和且擁有怪力的同性戀男子。為了幫助諾亞盜走三種聖遺物之一的聖杯潛入皮蒙的豪華郵輪，結果到手同時連同威克、努、吉娜被皮蒙與莫頓相關人員發現，隨後被為了取回聖杯參戰的亞瑟·格雷徒手擊飛，撞擊牆壁重傷敗北，但還是逃得出來。
慕尼
外傳《終末的女武神奇譚 開膛手傑克事件簿》登場的原創角色，地下組織《鵝媽媽》NO.13成員，代號「五隻小鴨」。使用武器為兩柄戰斧。在對上強化人軍團「百頭龍軍」時不敵對方的包圍並且被重創。

##### 黑社會
亞瑟·格雷（Arthur Gray）
外傳《終末的女武神奇譚 開膛手傑克事件簿》登場的原創角色，頸部有銜尾蛇紋身。表面身份是下議院議員，實際上是殺害安並奪去其黃金懷錶的真兇，也是諾亞的親生父親。傑克從其身上觀察到的情感顏色為「黑暗」。身體能力異於常人，擁有徒手把人頭取下來和捏碎的怪力；一般的攻擊無法對他造成傷害，在內心動搖時則可以對其造成傷害。與傑克相反，本人認為能看到他人靈魂色彩是一種詛咒。專用武器是雙截棍。
英國窮苦人家出身，兒少時期個性孝順善良，與病弱的母親萊拉（諾亞的祖母）相依為命。14歲時為了賺取金錢供養母親，簽下「王立龍騎兵團」的募集令遠離家鄉，卻在波頓當研究所連同其他接受招募者經歷名為「Project G」的殘酷人體試驗，意外覺醒看見別人的靈魂色彩的能力。「王立龍騎兵團」因為發生受實驗者暴走殺害士兵的事故，將所有受實驗者滅口，唯二倖存者﹙另一個是「炎騎將」卡卡﹚之一兼實驗成功的亞瑟則獲得超越常人的怪力與體質，逃出研究所返回家鄉，得知沃克夫婦為了自身利益殺害母親的真相，憤而殺死沃克夫婦離鄉，在黑社會闖蕩獲得「夜霧」的稱號。18歲時加入「泰晤士商會」取得作為成員證明的黃金懷錶，負傷倒臥公園之際被安接回住處照顧並看見其靈魂的純淨光輝，獲得安的照料日久生情發生性關係，卻在某天留下感謝信和黃金懷表便不告而別。
在十年前把整個倫敦的黑社會收歸於囊中，並犯下了販毒、販賣人口、謀殺等數之不盡的惡行，因為被譽為「倫敦黑社會之王」。卻在五年前突然銷聲匿跡。與安重逢時表明自己痛恨人性黑暗面的復仇決意和抹消情感的緣由，手刃被自己視為光明的安，聽見安從自己身上獲得救贖的心聲和對他的愛意而悲痛落淚。
一開始持有象徵王室與貴族權力、三聖遺物之一的聖杯，在皮蒙的豪華郵輪上與傑克、鵝媽媽成員交戰，雖然擊敗諾亞卻還是讓傑克奪去聖杯。面對「王立龍騎士團」對五大組織的進攻，親自面對裘德，雖然被其擊退了仍然讓對方付出了沉重的代價。
皮蒙（Pimon）
外傳《終末的女武神奇譚 開膛手傑克事件簿》登場的原創角色，代號「骸之王」，亞瑟·格雷的五名心腹之一，也是眾心腹中最資深的一員。巨大黑市組織「泰晤士貿易商會」的會長。慣用武器是隨身拐杖。陸軍學校畢業生，與王立龍騎兵團「四龍」的安布羅斯是同窗。知道人體試驗「Project G」的真相。SSS級懸賞犯，懸賞金為5萬英鎊。犯下販賣毒品、軍火、人口等罪行。過去曾和少年時期亟欲為安復仇的諾亞交手，知曉諾亞是亞瑟·格雷的親生子，指出其要準備復仇就得增強實力。在皮蒙的豪華郵輪的貨物室裡與鵝媽媽成員交戰。後由於發生王立龍騎兵團綁架吉娜、露娜的事件，顧及利益聯同「哨兵」、傑克、其餘五大組織成員、「鵝媽媽」組成同盟作戰，在該組對上強化人軍團「百頭龍軍」時為傑克增援前唯一還站得住腳的人。
比約恩
外傳《終末的女武神奇譚 開膛手傑克事件簿》登場的原創角色，維京人末裔，代號「鋼之狂戰士」，亞瑟·格雷的五名心腹之一。最強海賊團「昇龍之首」的首領。SSS級懸賞犯，懸賞金為4萬7千英鎊。個性豪邁，擅用巨斧。在皮蒙的豪華郵輪的VIP房間裡與諾亞交戰。最後被王立龍騎兵團的「炎騎將」卡卡徒手殺死。
亞拉里克
外傳《終末的女武神奇譚 開膛手傑克事件簿》登場的原創角色，代號「冷血之金獅子」，亞瑟·格雷的五名心腹之一。專業殺手集團「獨行侍衛」的首領。SSS級懸賞犯，懸賞金為4萬4千英鎊。外型英俊，但說話經常用錯諺語而被旁人糾正，擅用劍術。在皮蒙的豪華郵輪的VIP房間裡與諾亞交戰。後由於發生王立龍騎兵團綁架吉娜、露娜的事件，顧及利益聯同「哨兵」、傑克、其餘五大組織成員、「鵝媽媽」組成同盟作戰，作為先遣人員觀察回報王立龍騎兵團在「阿瓦隆島」的活動據點。
哈瑪
外傳《終末的女武神奇譚 開膛手傑克事件簿》登場的原創角色，代號「不死」，亞瑟·格雷的五名心腹之一。不良分子帝國「解放」的首領。SSS級懸賞犯，懸賞金為4萬2千英鎊。擅用巨鐮。在皮蒙的豪華郵輪的VIP房間裡與諾亞交戰。後由於發生王立龍騎兵團綁架吉娜、露娜的事件，顧及利益聯同「哨兵」、傑克、其餘五大組織成員、「鵝媽媽」組成同盟作戰。
莫頓
外傳《終末的女武神奇譚 開膛手傑克事件簿》登場的原創角色，代號「暗之貴族」，亞瑟·格雷的五名心腹之一。地下世界諜報組織「勢利者」的首領。SSS級懸賞犯，懸賞金為4萬6千英鎊。外型是配戴面具的紳士，擅用雙持左輪手槍。在皮蒙的豪華郵輪的貨物室裡與鵝媽媽成員交戰；並且企圖從傑克奪回聖杯，但中了其調虎離山之計而失敗告終。
歐文（Owen）
外傳《終末的女武神奇譚 開膛手傑克事件簿》登場的原創角色，泰晤士貿易商會第三支部所屬人員，慣用武器是指虎刀。在阿爾弗雷德被傑克殺死後，遭遇為了追尋兇手展開復仇行動的諾亞等人，結果連同部下被全數殲滅，死前向諾亞透露有關「死之藝術家」的情報。

##### 其他
盧卡·埃文斯
外傳《終末的女武神奇譚 開膛手傑克事件簿》登場的原創角色，表面身份是中央通訊社的記者，真實身份是犯下多起娼婦謀殺案的連環殺手「開膛手傑克」，執著殺害娼婦且自詡為神的名義。後來被傑克察覺靈魂散發的惡意，試圖謀害蘇菲時遭傑克殺死，其遺體連同所在房間一同被傑克焚毀。
金·羅伯茲
外傳《終末的女武神奇譚 開膛手傑克事件簿》登場的原創角色，中央通訊社的實習記者，對盧卡私底下的作為毫不知情。
阿爾弗雷德·沃爾科特
外傳《終末的女武神奇譚 開膛手傑克事件簿》登場的原創角色，中央通訊社的主編，在發生多起娼婦謀殺案後，收到盧卡拿給他的「開膛手傑克」的自白信，宣布將該信件的內容作為頭條，指派盧卡深入採訪案件，同樣對盧卡私底下的作為毫不知情。
愛麗絲·貝卡
外傳《終末的女武神奇譚 開膛手傑克事件簿》登場的原創角色，咖啡店的女店員，與生前的傑克關係良好。
蘇菲·洛可
外傳《終末的女武神奇譚 開膛手傑克事件簿》登場的原創角色，單親家庭出身的少女。因為母親過世、父親酗酒，為了養活弟弟連恩身兼多職賺取收入，令得知其際遇的傑克為幫助她，掏錢買下不慎被水坑浸濕的報紙。後來上街賣身期間，被盧卡迷暈帶回家裡並準備痛下殺手，及時因為傑克制止和殺死盧卡才順利脫險。事後甦醒時收到傑克給她的致謝信與一袋金錢。
克里斯·海頓男爵
外傳《終末的女武神奇譚 開膛手傑克事件簿》登場的原創角色，外號「暴食的騎士（貪食者）」，家族六代世襲騎士頭銜的貴族。為人高傲，把貴族以外的人的性命視作草芥，指使部下在貧民窟擄殺孩童。因為數度從貧民窟擄殺孩童，被「哨兵」鎖定為肅清目標。後來傑克以園丁身分臥底進入其住宅展開調查，在克里斯·海頓男爵試圖對被害者之一的羅傑的兄長下手時出面制止，最終克里斯·海頓男爵在阿爾弗雷德被傑克殺害、試圖用手槍射殺傑克時，遭對方用細繩索反制兼射回擊發的子彈，造成頭部中彈而死。事後警方在其住處搜索出眾多遇害者的遺體。
露娜（Luna）
外傳《終末的女武神奇譚 開膛手傑克事件簿》登場的原創角色，與貧民窟其他孩童獲得安的關照、在接近泰晤士河區域生活的少女。略懂醫術。秉持生存應由自己爭取的原則，會向施救對象索取報酬，但若是施救對象經濟拮据則會分文不收，讓對方自行離去。將安與諾亞分別視為母親與兄長般的存在，但在某夜目擊安被頸部有銜尾蛇紋身的男子殺害，立志遵從安的遺願繼續生存和找出殺害安的兇手。曾救治被地下組織《鵝媽媽》擊敗的傑克，向他透露關於安的往事與遇害經過，因為和傑克同樣曾受安的照顧，令傑克為此與她合作尋找兇手的行蹤。在諾亞和亞瑟在遊輪展開決戰之期間，命令傑克協助諾亞作戰，因為傑克奪得聖杯自願擔任人質被脅持在黑社會某宅邱。及後連同吉娜再度被王立龍騎兵團「幻獸戰線」抓住，作為人質。
萊拉
諾亞的祖母，亞瑟·格雷的母親，體質病弱需要長期臥床休養。14歲時得知亞瑟簽定募集令契約，雖不捨仍讓亞瑟遠行，在亞瑟離鄉後未能服用寄來的藥物，便遭沃克夫婦殺害，成為亞瑟投身地下社會的導火線。
丹·沃克&提爾瑪·沃克
亞瑟·格雷少年時期的家鄉鄰居，年長的夫婦。在亞瑟離鄉時承諾會照顧萊拉，卻趁著亞瑟離鄉期間對萊拉痛下殺手。事後亞瑟返鄉得知真相，看見從夫婦倆身上散發的惡意，將試圖對他不利的夫婦倆滅口。

#### 《終末的女武神禁傳 眾神的默示錄》
神VS神最強決定戰（神に神最強決定トーナメント（Apocalypseアポカリプス）又被稱為終末戰爭（Apocalypseアポカリプス）、禁斷之祭（ゴッズ・ウィー））
庫丘林（Cú Chulainn）
外傳《終末的女武神禁傳 眾神的默示錄》主角，凱爾特神話半人半神的英雄，在神界的外號為「半神戰士」，為外天界神的「無法神（Unruleアンルール）」。在本作形象是梳著白色髮辮、紅色雙瞳的英俊青年，飼養名為「基斯」的長毛犬。作戰模式以力量和速度為主，武器是形如樹幹且能在戰鬥期間分散為無數隻刺槍的神槍「Gae Bolg」。個性叛逆不羈，被神界視為難以駕馭者，毫不在意自己的血統認同。棄兒出身，對宙斯為首的老神掌權作風嗤之以鼻，向宙斯提出如果勝出「天啟」比賽，便將寶座讓給他的宣言。被遴選為參加「天啟」淘汰賽參賽者，首輪淘汰賽對抗拉獲勝，被普羅米修斯帶往醫務室治療休養。
拉·哈拉胡提（Ra-Horakhty）
外傳《終末的女武神禁傳 眾神的默示錄》登場角色，埃及神話的「太陽神」，在本作形象是臉龐瘦削的褐色肌膚男子。在神界地位崇高、被視為「不可阻止者（Unstoppableアンストッパブル）」的外天界神兼原初神之一，同時是「人類創生會議」的參與者，曾經不滿於人類的傲慢，違背神界決議獨自試圖消滅人類，雖然被神界阻止仍造成當時的埃及泰半領土被化為沙漠。個性嚴肅，對宙斯將比賽視為娛樂慶典的心態、舉辦「神VS人類的最終鬥爭」不以為然，不滿宙斯屢度越矩的表現，被宙斯評為容易被事物干擾且煩惱諸多者。進入戰鬥狀態身體會變得燥熱，釋放出難以抵禦的炙熱高溫令所有在場人士陷入衰竭，能使用神器「荷魯斯」和自己融和，增幅熱能釋放範圍。
被遴選為參加「天啟」淘汰賽參賽者，由於庫丘林提出若能獲勝將取替宙斯的發言產生濃厚興趣，首輪淘汰賽對抗庫丘林，在作戰過程多度讓庫丘林陷入苦戰，但最終敗於庫丘林。
摩莉甘（Morrígan）
外傳《終末的女武神禁傳 眾神的默示錄》登場角色，凱爾特神話的戰爭女神。外天界神的「弩級神（Unbelievableアンビリーバブル）」，在本作形象是留著紫色長髮，強壯結實，個性衝動的女性。與庫丘林相熟。被遴選為參加「天啟」淘汰賽參賽者，首輪淘汰賽對抗哪吒。
齊天大聖（Qitian Dasheng）
外傳《終末的女武神禁傳 眾神的默示錄》登場角色，中國神話角色兼中國古典文學《西遊記》主角，別名孫悟空。外天界神的「不壞神（Unbreakableアンブレイカブル）」，在本作形象是配戴墨鏡的刺蝟頭青年，武器是能夠依據使用者需求，解放使用者自身經歷痛苦程度的如意金箍棒。曾經被神界視為問題人物，但也有冷靜的一面。過去與唐三藏、豬八戒、沙悟淨取經旅程期間見證人類的諸多罪行，散夥後認為人類依舊劣性難改而採取置身事外的態度。被遴選為參加「天啟」淘汰賽參賽者，首輪淘汰賽對抗普羅米修斯，以解放15%的威力擊敗對方，對普羅米修斯表達敬重之餘受其理念影響回顧唐三藏執著遺留經典與傳遞理念的理由，立場轉為支持人類。
阿胡拉·馬茲達（Ahura Mazda）
外傳《終末的女武神禁傳 眾神的默示錄》登場角色，古伊朗的至高神和光明智慧之神。外天界神的「不安定神（Unbalanceアンバランス）」，在本作形象是左半身膚色黝黑面容兇惡、右半身膚色正常的壯碩男子。被遴選為參加「天啟」淘汰賽參賽者，首輪淘汰賽對抗村正。
普羅米修斯（Prometheus）
外傳《終末的女武神禁傳 眾神的默示錄》登場角色，最初的外天界神（First・OuterGodsファースト・アウターゴッズ），仇視神明之神（神に仇成す神），擁有一定程度的堅韌體質，武器為宙斯親自鍛造的鎖鏈「阿坎塔」，是能夠把捕獲之人所受傷害提升數百倍的特別神器。個性沉穩多慮，為自己在幫助人類的過程作出包含盜火在內、多度釀成錯誤的行動猶豫，仍選擇支持人類，與信念相同的赫拉克勒斯是互相信任交好的戰友。在庫丘林戰勝拉後，將庫丘林帶往醫務室接受治療，提醒庫丘林作戰模式仍有不足。首輪淘汰賽在淘汰賽對抗齊天大聖，在戰場表明自己支持人類的立場，雖不敵敗北但也影響齊天大聖省視自身立場並轉為支持人類。
朱雀（Zhuque）
外傳《終末的女武神禁傳 眾神的默示錄》登場角色，中國神話中的四聖獸之一。外天界神的「暗殺神（Unfairアンフェア）」，在本作形象是紅髮青年男子，四聖獸領袖。武器為可隨着持有者幻變成任何姿態的無數刀刃「緋漣幽鳴劍」。被遴選為參加「天啟」淘汰賽參賽者，首輪淘汰賽對抗因陀羅。
哪吒（Nezha）
外傳《終末的女武神禁傳 眾神的默示錄》登場角色，中國神話，神造神。外天界神的「未知神（Unknownアンノウン）」，在本作形象是穿著貼身戰甲的青年。與悟空相熟。
閻羅王
外傳《終末的女武神禁傳 眾神的默示錄》登場角色，中國和日本神話掌管冥界的神明，在本作形象是佩戴墨鏡肌膚黝黑的男子。被遴選為參加「天啟」淘汰賽參賽者，首輪淘汰賽對抗死神。
貝利爾
外傳《終末的女武神禁傳 眾神的默示錄》登場角色，猶太教神話中的地獄之王。外天界神的「不可侵神（Untouchableアンタッチャブル）」，在本作形象是肌肉發達，擁有惡魔般外貌的男子。被遴選為參加「天啟」淘汰賽參賽者，首輪淘汰賽對抗利維坦。
雅爾/雅魯魯（ヤルル）
原型是海姆達爾三子中象徵王侯貴族的雅爾（Jarlヤルル）。本作中為海姆達爾的徒弟，在「天啟」淘汰賽擔任主持者兼裁判，宣佈勝者將可在「瓦爾哈拉憲法」加入任何期望的法條。
白虎、青龍、玄武
中國神話中的四聖獸，在「天啟」淘汰賽出席觀賽。
芭絲特、塞赫麥特、伊西絲、哈索爾
埃及神話的女神們，在「天啟」淘汰賽拉出賽期間，提供冷飲給在場的觀眾，偕同神界聲援拉。

## 外部連結
- 漫畫官方網站 （页面存档备份，存于）（日語）
- 動畫官方網站 （页面存档备份，存于）（日語）